# Lista över avsnitt av Simpsons
Detta är en lista över avsnitt av den amerikanska TV-serien Simpsons.

## Säsongerna
Här är en lista på alla säsongerna.

| Säsong | Säsong       | Antal avsnitt | Sändes på amerikansk TV             | Produkt- kod | Utgivningsdatum på DVD | Utgivningsdatum på DVD  | Utgivningsdatum på DVD | Utgivningsdatum på DVD |
| Säsong | Säsong       | Antal avsnitt | Sändes på amerikansk TV             | Produkt- kod | Region 1 USA           | Region 2 Storbritannien | Region 2 Sverige       | Region 4 Australien    |
| ------ | ------------ | ------------- | ----------------------------------- | ------------ | ---------------------- | ----------------------- | ---------------------- | ---------------------- |
|        | Kortfilmerna | 48            | 19 april 1987 – 14 maj 1989         | MGxx         |                        |                         |                        |                        |
|        | 1            | 13            | 17 december 1989 – 13 maj 1990      | 7Gxx         | 25 september 2001      | 24 september 2001       | 30 juli 2001           | 16 oktober 2001        |
|        | 2            | 22            | 11 oktober 1990 – 11 juli 1991      | 7Fxx         | 6 augusti 2002         | 8 juli 2002             | 19 juni 2002           | 18 september 2002      |
|        | 3            | 24            | 19 september 1991 – 27 augusti 1992 | 8Fxx         | 26 augusti 2003        | 6 oktober 2003          | 8 oktober 2003         | 22 oktober 2003        |
|        | 4            | 22            | 24 september 1992 – 13 maj 1993     | 9Fxx         | 15 juni 2004           | 2 augusti 2004          | 25 augusti 2004        | 25 augusti 2004        |
|        | 5            | 22            | 30 september 1993 – 19 maj 1994     | 1Fxx         | 21 december 2004       | 21 mars 2005            | 30 mars 2005           | 23 mars 2005           |
|        | 6            | 25            | 4 september 1994 – 21 maj 1995      | 2Fxx         | 16 augusti 2005        | 17 oktober 2005         | 26 oktober 2005        | 28 september 2005      |
|        | 7            | 25            | 17 september 1995 – 19 maj 1996     | 3Fxx         | 31 december 2005       | 30 januari 2006         | 12 april 2006          | 29 mars 2006           |
|        | 8            | 25            | 27 oktober 1996 – 18 maj 1997       | 4Fxx         | 15 augusti 2006        | 2 oktober 2006          | 4 oktober 2006         | 27 september 2006      |
|        | 9            | 25            | 21 september 1997 – 17 maj 1998     | 5Fxx         | 19 december 2006       | 29 januari 2007         | 7 mars 2007            | 21 mars 2007           |
|        | 10           | 23            | 23 augusti 1998 – 16 maj 1999       | AABFxx       | 7 augusti 2007         | 10 september 2007       | 29 augusti 2007        | 26 september 2007      |
|        | 11           | 22            | 26 september 1999 – 21 maj 2000     | BABFxx       | 7 oktober 2008         | 6 oktober 2008          | 29 oktober 2008        | 5 november 2008        |
|        | 12           | 21            | 1 november 2000 – 20 maj 2001       | CABFxx       | 18 augusti 2009        | 28 september 2009       | 2 september 2009       | 2 september 2009       |
|        | 13           | 22            | 6 november 2001 – 22 maj 2002       | DABFxx       | 20 augusti 2010        | 22 september 2010       | 29 september 2010      | 1 december 2010        |
|        | 14           | 22            | 3 november 2002 – 18 maj 2003       | EABFxx       | 6 december 2011        | 10 oktober 2011         | 16 november 2011       | 30 november 2011       |
|        | 15           | 22            | 2 november 2003 – 23 maj 2004       | FABFxx       | 4 december 2012        | 3 december 2012         | 5 december 2012        | 12 december 2012       |
|        | 16           | 21            | 7 november 2004 – 15 maj 2005       | GABFxx       | 3 december 2013        | TBA                     | TBA                    | TBA                    |
|        | 17           | 22            | 11 september 2005 – 21 maj 2006     | HABFxx       | 2 december 2014        | TBA                     | TBA                    | TBA                    |
|        | 18           | 22            | 10 september 2006 – 20 maj 2007     | JABFxx       | TBA                    | TBA                     | TBA                    | TBA                    |
|        | 19           | 20            | 23 september 2007 – 18 maj 2008     | KABFxx       | TBA                    | TBA                     | TBA                    | TBA                    |
|        | 20           | 21            | 28 september 2008 – 17 maj 2009     | KABFxx       | 12 januari 2010        | TBA                     | 20 oktober 2010        | 20 januari 2010        |
|        | 21           | 23            | 27 september 2009 – 23 maj 2010     | MABFxx       | TBA                    | TBA                     | TBA                    | TBA                    |
|        | 22           | 22            | 26 september 2010 – 22 maj 2011     | NABFxx       | TBA                    | TBA                     | TBA                    | TBA                    |
|        | 23           | 22            | 15 september 2011 – 20 maj 2012     | PABFxx       | TBA                    | TBA                     | TBA                    | TBA                    |
|        | 24           | 22            | 30 september 2012 – 19 maj 2013     | RABFxx       | TBA                    | TBA                     | TBA                    | TBA                    |
|        | 25           | 22            | 29 september 2013 – 18 maj 2014     | SABFxx       | TBA                    | TBA                     | TBA                    | TBA                    |
|        | 26           | 22            | 28 september 2014 – 17 maj 2015     | TABFxx       | TBA                    | TBA                     | TBA                    | TBA                    |
|        | 27           | 22            | 27 september 2015 – 22 maj 2016     | TABFxx       | TBA                    | TBA                     | TBA                    | TBA                    |
|        | 28           | 22            | 25 september 2016 – 21 maj 2017     | TABFxx       | TBA                    | TBA                     | TBA                    | TBA                    |
|        | 29           | 21            | 1 oktober 2017 – 20 maj 2018        | TABFxx       | TBA                    | TBA                     | TBA                    | TBA                    |

## Lista över avsnitt

### Säsong 1 (1989-1990)
| Nr i serien | Nr i säsongen | Titel                               | Regissör                           | Författare                                             | Sändningsdatum   | Produktkod |
| ----------- | ------------- | ----------------------------------- | ---------------------------------- | ------------------------------------------------------ | ---------------- | ---------- |
| 1           | 1             | "Simpsons Roasting on an Open Fire" | David Silverman                    | Mimi Pond                                              | 17 december 1989 | 7G08       |
| 2           | 2             | "Bart the Genius"                   | David Silverman                    | Jon Vitti                                              | 14 januari 1990  | 7G02       |
| 3           | 3             | "Homer's Odyssey"                   | Wes Archer                         | Jay Kogen & Wallace Wolodarsky                         | 21 januari 1990  | 7G03       |
| 4           | 4             | "There's No Disgrace Like Home"     | Gregg Vanzo & Kent Butterworth     | Al Jean & Mike Reiss                                   | 28 januari 1990  | 7G04       |
| 5           | 5             | "Bart the General"                  | David Silverman                    | John Swartzwelder                                      | 4 februari 1990  | 7G05       |
| 6           | 6             | "Moaning Lisa"                      | Wes Archer                         | Al Jean & Mike Reiss                                   | 11 februari 1990 | 7G06       |
| 7           | 7             | "The Call of the Simpsons"          | Wes Archer                         | John Swartzwelder                                      | 18 februari 1990 | 7G09       |
| 8           | 8             | "The Telltale Head"                 | Rich Moore                         | Al Jean, Matt Groening, Mike Reiss & Sam Simon         | 25 februari 1990 | 7G07       |
| 9           | 9             | "Life on the Fast Lane"             | David Silverman                    | John Swartzwelder                                      | 18 mars 1990     | 7G11       |
| 10          | 10            | "Homer's Night Out"                 | Rich Moore                         | Jon Vitti                                              | 25 mars 1990     | 7G10       |
| 11          | 11            | "The Crepes of Wrath"               | Milton Gray & Wesley Archer        | George Meyer, Sam Simon, John Swartzwelder & Jon Vitti | 15 april 1990    | 7G13       |
| 12          | 12            | "Krusty Gets Busted"                | Brad Bird                          | Jay Kogen & Wallace Wolodarsky                         | 29 april 1990    | 7G12       |
| 13          | 13            | "Some Enchanted Evening"            | David Silverman & Kent Butterworth | Matt Groening & Sam Simon                              | 13 maj 1990      | 7G01       |

### Säsong 2 (1990-1991)
| Nr i serien | Nr i säsongen | Titel                                                   | Regissör                                 | Författare                                                                    | Sändningsdatum   | Produktkod |
| ----------- | ------------- | ------------------------------------------------------- | ---------------------------------------- | ----------------------------------------------------------------------------- | ---------------- | ---------- |
| 14          | 1             | "Bart Gets an F"                                        | David Silverman                          | David M. Stern                                                                | 11 oktober 1990  | 7F03       |
| 15          | 2             | "Simpson and Delilah"                                   | Rich Moore                               | Jon Vitti                                                                     | 18 oktober 1990  | 7F02       |
| 16          | 3             | "Treehouse of Horror"                                   | David Silverman, Rich Moore & Wes Archer | Edgar Allan Poe, Jay Kogen, John Swartzwelder, Sam Simon & Wallace Wolodarsky | 25 oktober 1990  | 7F04       |
| 17          | 4             | "Two Cars in Every Garage and Three Eyes on Every Fish" | Wes Archer                               | John Swartzwelder & Sam Simon                                                 | 1 november 1990  | 7F01       |
| 18          | 5             | "Dancin' Homer"                                         | Mark Kirkland                            | David Isaacs & Ken Levine                                                     | 8 november 1990  | 7F05       |
| 19          | 6             | "Dead Putting Society"                                  | Rich Moore                               | Jeff Martin                                                                   | 15 november 1990 | 7F08       |
| 20          | 7             | "Bart vs. Thanksgiving"                                 | David Silverman                          | George Meyer                                                                  | 22 november 1990 | 7F07       |
| 21          | 8             | "Bart the Daredevil"                                    | Wes Archer                               | Jay Kogen & Wallace Wolodarsky                                                | 6 december 1990  | 7F06       |
| 22          | 9             | "Itchy & Scratchy & Marge"                              | Jim Reardon                              | John Swartzwelder                                                             | 20 december 1990 | 7F09       |
| 23          | 10            | "Bart Gets Hit by a Car"                                | Mark Kirkland                            | John Swartzwelder                                                             | 10 januari 1991  | 7F10       |
| 24          | 11            | "One Fish, Two Fish, Blowfish, Blue Fish"               | Wes Archer                               | Nell Scovell                                                                  | 24 januari 1991  | 7F11       |
| 25          | 12            | "The Way We Was"                                        | David Silverman                          | Al Jean, Mike Reiss & Sam Simon                                               | 31 januari 1991  | 7F12       |
| 26          | 13            | "Homer vs. Lisa and the 8th Commandment"                | Rich Moore                               | Steve Pepoon                                                                  | 7 februari 1991  | 7F13       |
| 27          | 14            | "Principal Charming"                                    | Mark Kirkland                            | David M. Stern                                                                | 14 februari 1991 | 7F15       |
| 28          | 15            | "Oh Brother, Where Art Thou?"                           | Wes Archer                               | Jeff Martin                                                                   | 21 februari 1991 | 7F16       |
| 29          | 16            | "Bart's Dog Gets an F"                                  | Jim Reardon                              | Jon Vitti                                                                     | 7 mars 1991      | 7F14       |
| 30          | 17            | "Old Money"                                             | David Silverman                          | Jay Kogen & Wallace Wolodarsky                                                | 28 mars 1991     | 7F17       |
| 31          | 18            | "Brush with Greatness"                                  | Jim Reardon                              | Brian K. Roberts                                                              | 11 april 1991    | 7F18       |
| 32          | 19            | "Lisa's Substitute"                                     | Rich Moore                               | Jon Vitti                                                                     | 25 april 1991    | 7F19       |
| 33          | 20            | "The War of the Simpsons"                               | Mark Kirkland                            | John Swartzwelder                                                             | 2 maj 1991       | 7F20       |
| 34          | 21            | "Three Men and a Comic Book"                            | Wes Archer                               | Jeff Martin                                                                   | 9 maj 1991       | 7F21       |
| 35          | 22            | "Blood Feud"                                            | David Silverman                          | George Meyer                                                                  | 11 juli 1991     | 7F22       |

### Säsong 3 (1991-1992)
| Nr i serien | Nr i säsongen | Titel                               | Regissör                  | Författare                                                                    | Sändningsdatum    | Produktkod |
| ----------- | ------------- | ----------------------------------- | ------------------------- | ----------------------------------------------------------------------------- | ----------------- | ---------- |
| 36          | 1             | "Stark Raving Dad"                  | Rich Moore                | Al Jean & Mike Reiss                                                          | 19 september 1991 | 7F24       |
| 37          | 2             | "Mr. Lisa Goes to Washington"       | Wes Archer                | George Meyer                                                                  | 26 september 1991 | 8F01       |
| 38          | 3             | "When Flanders Failed"              | Jim Reardon               | Jon Vitti                                                                     | 3 oktober 1991    | 7F23       |
| 39          | 4             | "Bart the Murderer"                 | Rich Moore                | John Swartzwelder                                                             | 10 oktober 1991   | 8F03       |
| 40          | 5             | "Homer Defined"                     | Mark Kirkland             | Howard Gewirtz                                                                | 17 oktober 1991   | 8F04       |
| 41          | 6             | "Like Father, Like Clown"           | Brad Bird & Jeffrey Lynch | Jay Kogen & Wallace Wolodarsky                                                | 24 oktober 1991   | 8F05       |
| 42          | 7             | "Treehouse of Horror II"            | Jim Reardon               | Al Jean, George Meyer, Jeff Martin, John Swartzwelder, Mike Reiss & Sam Simon | 31 oktober 1991   | 8F02       |
| 43          | 8             | "Lisa's Pony"                       | Carlos Baeza              | Al Jean & Mike Reiss                                                          | 7 november 1991   | 8F06       |
| 44          | 9             | "Saturdays of Thunder"              | Jim Reardon               | David Isaacs & Ken Levine                                                     | 14 november 1991  | 8F07       |
| 45          | 10            | "Flaming Moe's"                     | Alan Smart & Rich Moore   | Robert Cohen                                                                  | 21 november 1991  | 8F08       |
| 46          | 11            | "Burns Verkaufen der Kraftwerk"     | Mark Kirkland             | Jon Vitti                                                                     | 5 december 1991   | 8F09       |
| 47          | 12            | "I Married Marge"                   | Jeffrey Lynch             | Jeff Martin                                                                   | 26 december 1991  | 8F10       |
| 48          | 13            | "Radio Bart"                        | Carlos Baeza              | Jon Vitti                                                                     | 9 januari 1992    | 8F11       |
| 49          | 14            | "Lisa the Greek"                    | Rich Moore                | Jay Kogen & Wallace Wolodarsky                                                | 23 januari 1992   | 8F12       |
| 50          | 15            | "Homer Alone"                       | Mark Kirkland             | David M. Stern                                                                | 6 februari 1992   | 8F14       |
| 51          | 16            | "Bart the Lover"                    | Carlos Baeza              | Jon Vitti                                                                     | 13 februari 1992  | 8F16       |
| 52          | 17            | "Homer at the Bat"                  | Jim Reardon               | John Swartzwelder                                                             | 20 februari 1992  | 8F13       |
| 53          | 18            | "Separate Vocations"                | Jeffrey Lynch             | George Meyer                                                                  | 27 februari 1992  | 8F15       |
| 54          | 19            | "Dog of Death"                      | Jim Reardon               | John Swartzwelder                                                             | 12 mars 1992      | 8F17       |
| 55          | 20            | "Colonel Homer"                     | Mark Kirkland             | Matt Groening                                                                 | 26 mars 1992      | 8F19       |
| 56          | 21            | "Black Widower"                     | David Silverman           | Jon Vitti, Sam Simon & Thomas Chastain                                        | 9 april 1992      | 8F20       |
| 57          | 22            | "The Otto Show"                     | Wes Archer                | Jeff Martin                                                                   | 23 april 1992     | 8F21       |
| 58          | 23            | "Bart's Friend Falls in Love"       | Jim Reardon               | Jay Kogen & Wallace Wolodarsky                                                | 7 maj 1992        | 8F22       |
| 59          | 24            | "Brother, Can You Spare Two Dimes?" | Rich Moore                | John Swartzwelder                                                             | 27 augusti 1992   | 8F23       |

### Säsong 4 (1992-1993)
| Nr i serien | Nr i säsongen | Titel                                        | Regissör                                  | Författare | Sändningsdatum    | Produktkod |
| ----------- | ------------- | -------------------------------------------- | ----------------------------------------- | --- | ----------------- | ---------- |
| 60          | 1             | "Kamp Krusty"                                | Mark Kirkland                             | David M. Stern | 24 september 1992 | 8F24       |
| 61          | 2             | "A Streetcar Named Marge"                    | Rich Moore                                | Jeff Martin | 1 oktober 1992    | 8F18       |
| 62          | 3             | "Homer the Heretic"                          | Jim Reardon                               | George Meyer | 8 oktober 1992    | 9F01       |
| 63          | 4             | "Lisa the Beauty Queen"                      | Mark Kirkland                             | Jeff Martin | 15 oktober 1992   | 9F02       |
| 64          | 5             | "Treehouse of Horror III"                    | Bloodcurdling Carlos Baeza (Carlos Baeza) | Attrocious Al Jean (Al Jean), Johnny Katastrophe Kogen (Jay Kogen), Vicious Jack Vitti (Jon Vitti), Morbid Mike Reiss (Mike Reiss), Scarifying Sam Simon (Sam Simon) & Warped Wally Wolodarsky (Wallace Wolodarsky) | 29 oktober 1992   | 9F04       |
| 65          | 6             | "Itchy & Scratchy: The Movie"                | Rich Moore                                | John Swartzwelder | 3 november 1992   | 9F03       |
| 66          | 7             | "Marge Gets a Job"                           | Jeffrey Lynch                             | Bill Oakley & Josh Weinstein | 5 november 1992   | 9F05       |
| 67          | 8             | "New Kid on the Block"                       | Wes Archer                                | Conan O'Brien | 12 november 1992  | 9F06       |
| 68          | 9             | "Mr. Plow"                                   | Jim Reardon                               | Jon Vitti | 19 november 1992  | 9F07       |
| 69          | 10            | "Lisa's First Word"                          | Mark Kirkland                             | Jeff Martin | 3 december 1992   | 9F08       |
| 70          | 11            | "Homer's Triple Bypass"                      | David Silverman                           | Gary Apple & Michael Carrington | 17 december 1992  | 9F09       |
| 71          | 12            | "Marge vs. the Monorail"                     | Rich Moore                                | Conan O'Brien | 14 januari 1993   | 9F10       |
| 72          | 13            | "Selma's Choice"                             | Carlos Baeza                              | David M. Stern | 21 januari 1993   | 9F11       |
| 73          | 14            | "Brother from the Same Planet"               | Jeffrey Lynch                             | Jon Vitti | 4 februari 1993   | 9F12       |
| 74          | 15            | "I Love Lisa"                                | Wes Archer                                | Frank Mula | 11 februari 1993  | 9F13       |
| 75          | 16            | "Duffless"                                   | Jim Reardon                               | David M. Stern | 18 februari 1993  | 9F14       |
| 76          | 17            | "Last Exit to Springfield"                   | Mark Kirkland                             | Jay Kogen & Wallace Wolodarsky | 11 mars 1993      | 9F15       |
| 77          | 18            | "So It's Come to This: A Simpsons Clip Show" | Carlos Baeza                              | Jon Vitti | 1 april 1993      | 9F17       |
| 78          | 19            | "The Front"                                  | Rich Moore                                | Adam I. Lapidus | 15 april 1993     | 9F16       |
| 79          | 20            | "Whacking Day"                               | Jeffrey Lynch                             | John Swartzwelder | 29 april 1993     | 9F18       |
| 80          | 21            | "Marge in Chains"                            | Jim Reardon                               | Bill Oakley & Josh Weinstein | 6 maj 1993        | 9F20       |
| 81          | 22            | "Krusty Gets Kancelled"                      | David Silverman                           | John Swartzwelder | 13 maj 1993       | 9F19       |

### Säsong 5 (1993-1994)
| Nr i serien | Nr i säsongen | Titel                                                                          | Regissör        | Författare                                                                              | Sändningsdatum    | Produktkod |
| ----------- | ------------- | ------------------------------------------------------------------------------ | --------------- | --------------------------------------------------------------------------------------- | ----------------- | ---------- |
| 82          | 1             | "Homer's Barbershop Quartet"                                                   | Mark Kirkland   | Jeff Martin                                                                             | 30 september 1993 | 9F21       |
| 83          | 2             | "Cape Feare"                                                                   | Rich Moore      | Jon Vitti                                                                               | 7 oktober 1993    | 9F22       |
| 84          | 3             | "Homer Goes to College"                                                        | Jim Reardon     | Conan O'Brien                                                                           | 14 oktober 1993   | 1F02       |
| 85          | 4             | "Rosebud"                                                                      | Wes Archer      | John Swartzwelder                                                                       | 21 oktober 1993   | 1F01       |
| 86          | 5             | "Treehouse of Horror IV"                                                       | David Silverman | Bill Canterbury, Bill Oakley, Conan O'Brien, Dan McGrath, Greg Daniels & Josh Weinstein | 28 oktober 1993   | 1F04       |
| 87          | 6             | "Marge on the Lam"                                                             | Mark Kirkland   | Bill Canterbury                                                                         | 4 november 1993   | 1F03       |
| 88          | 7             | "Bart's Inner Child"                                                           | Bob Anderson    | George Meyer                                                                            | 11 november 1993  | 1F05       |
| 89          | 8             | "Boy-Scoutz N the Hood"                                                        | Jeffrey Lynch   | Dan McGrath                                                                             | 18 november 1993  | 1F06       |
| 90          | 9             | "The Last Temptation of Homer"                                                 | Carlos Baeza    | Frank Mula                                                                              | 9 december 1993   | 1F07       |
| 91          | 10            | "$pringfield (Or, How I Learned to Stop Worrying and Love Legalized Gambling)" | Wes Archer      | Bill Oakley & Josh Weinstein                                                            | 16 december 1993  | 1F08       |
| 92          | 11            | "Homer the Vigilante"                                                          | Jim Reardon     | John Swartzwelder                                                                       | 6 januari 1994    | 1F09       |
| 93          | 12            | "Bart Gets Famous"                                                             | Susie Dietter   | John Swartzwelder                                                                       | 3 februari 1994   | 1F11       |
| 94          | 13            | "Homer and Apu"                                                                | Mark Kirkland   | Greg Daniels                                                                            | 10 februari 1994  | 1F10       |
| 95          | 14            | "Lisa vs. Malibu Stacy"                                                        | Jeffrey Lynch   | Bill Oakley & Josh Weinstein                                                            | 17 februari 1994  | 1F12       |
| 96          | 15            | "Deep Space Homer"                                                             | Carlos Baeza    | David Mirkin                                                                            | 24 februari 1994  | 1F13       |
| 97          | 16            | "Homer Loves Flanders"                                                         | Wes Archer      | David Richardson                                                                        | 17 mars 1994      | 1F14       |
| 98          | 17            | "Bart Gets an Elephant"                                                        | Jim Reardon     | John Swartzwelder                                                                       | 31 mars 1994      | 1F15       |
| 99          | 18            | "Burns' Heir"                                                                  | Mark Kirkland   | Jace Richdale                                                                           | 14 april 1994     | 1F16       |
| 100         | 19            | "Sweet Seymour Skinner's Baadasssss Song"                                      | Bob Anderson    | Bill Oakley & Josh Weinstein                                                            | 28 april 1994     | 1F18       |
| 101         | 20            | "The Boy Who Knew Too Much"                                                    | Jeffrey Lynch   | John Swartzwelder                                                                       | 5 maj 1994        | 1F19       |
| 102         | 21            | "Lady Bouvier's Lover"                                                         | Wes Archer      | Bill Oakley & Josh Weinstein                                                            | 12 maj 1994       | 1F21       |
| 103         | 22            | "Secrets of a Successful Marriage"                                             | Carlos Baeza    | Greg Daniels                                                                            | 19 maj 1994       | 1F20       |

### Säsong 6 (1994-1995)
| Nr i serien | Nr i säsongen | Titel                            | Regissör             | Författare                                               | Sändningsdatum    | Produktkod |
| ----------- | ------------- | -------------------------------- | -------------------- | -------------------------------------------------------- | ----------------- | ---------- |
| 104         | 1             | "Bart of Darkness"               | Jim Reardon          | Dan McGrath                                              | 4 september 1994  | 1F22       |
| 105         | 2             | "Lisa's Rival"                   | Mark Kirkland        | Mike Scully                                              | 11 september 1994 | 1F17       |
| 106         | 3             | "Another Simpsons Clip Show"     | David Silverman      | Jon Vitti                                                | 25 september 1994 | 2F33       |
| 107         | 4             | "Itchy & Scratchy Land"          | Wes Archer           | John Swartzwelder                                        | 2 oktober 1994    | 2F01       |
| 108         | 5             | "Sideshow Bob Roberts"           | Mark Kirkland        | Bill Oakley & Josh Weinstein                             | 9 oktober 1994    | 2F02       |
| 109         | 6             | "Treehouse of Horror V"          | Jim Reardon          | Bob Kushell, Dan McGrath, David S. Cohen & Greg Daniels  | 30 oktober 1994   | 2F03       |
| 110         | 7             | "Bart's Girlfriend"              | Susie Dietter        | Jonathan Collier                                         | 6 november 1994   | 2F04       |
| 111         | 8             | "Lisa on Ice"                    | Bob Anderson         | Mike Scully                                              | 13 november 1994  | 2F05       |
| 112         | 9             | "Homer Badman"                   | Jeffrey Lynch        | Greg Daniels                                             | 27 november 1994  | 2F06       |
| 113         | 10            | "Grampa vs. Sexual Inadequacy"   | Wes Archer           | Bill Oakley & Josh Weinstein                             | 4 december 1994   | 2F07       |
| 114         | 11            | "Fear of Flying"                 | Mark Kirkland        | David Sacks                                              | 18 december 1994  | 2F08       |
| 115         | 12            | "Homer the Great"                | Jim Reardon          | John Swartzwelder                                        | 8 januari 1995    | 2F09       |
| 116         | 13            | "And Maggie Makes Three"         | Swinton O. Scott III | Jennifer Crittenden                                      | 22 januari 1995   | 2F10       |
| 117         | 14            | "Bart's Comet"                   | Bob Anderson         | John Swartzwelder                                        | 5 februari 1995   | 2F11       |
| 118         | 15            | "Homie the Clown"                | David Silverman      | John Swartzwelder                                        | 12 februari 1995  | 2F12       |
| 119         | 16            | "Bart vs. Australia"             | Wes Archer           | Bill Oakley & Josh Weinstein                             | 19 februari 1995  | 2F13       |
| 120         | 17            | "Homer vs. Patty and Selma"      | Mark Kirkland        | Brent Forrester                                          | 26 februari 1995  | 2F14       |
| 121         | 18            | "A Star Is Burns"                | Susie Dietter        | Ken Keeler                                               | 5 mars 1995       | 2F31       |
| 122         | 19            | "Lisa's Wedding"                 | Jim Reardon          | Greg Daniels                                             | 19 mars 1995      | 2F15       |
| 123         | 20            | "Two Dozen and One Greyhounds"   | Bob Anderson         | Mike Scully                                              | 9 april 1995      | 2F18       |
| 124         | 21            | "The PTA Disbands"               | Swinton O. Scott III | Jennifer Crittenden                                      | 16 april 1995     | 2F19       |
| 125         | 22            | "'Round Springfield"             | Steven Dean Moore    | Al Jean, Jeffrey Ventimilia, Joshua Sternin & Mike Reiss | 30 april 1995     | 2F32       |
| 126         | 23            | "The Springfield Connection"     | Mark Kirkland        | Jonathan Collier                                         | 7 maj 1995        | 2F21       |
| 127         | 24            | "Lemon of Troy"                  | Jim Reardon          | Brent Forrester                                          | 14 maj 1995       | 2F22       |
| 128         | 25            | "Who Shot Mr. Burns? (Part One)" | Jeffrey Lynch        | Bill Oakley & Josh Weinstein                             | 21 maj 1995       | 2F16       |

### Säsong 7 (1995-1996)
| Nr i serien | Nr i säsongen | Titel                                                                                 | Regissör                           | Författare | Sändningsdatum    | Produktkod |
| ----------- | ------------- | ------------------------------------------------------------------------------------- | ---------------------------------- | --- | ----------------- | ---------- |
| 129         | 1             | "Who Shot Mr. Burns? (Part Two)"                                                      | Wes Archer                         | Bill Oakley & Josh Weinstein | 17 september 1995 | 2F20       |
| 130         | 2             | "Radioactive Man"                                                                     | Susie Dietter                      | John Swartzwelder | 24 september 1995 | 2F17       |
| 131         | 3             | "Home Sweet Homediddly-Dum-Doodily"                                                   | Susie Dietter                      | Jon Vitti | 1 oktober 1995    | 3F01       |
| 132         | 4             | "Bart Sells His Soul"                                                                 | Wes Archer                         | Greg Daniels | 8 oktober 1995    | 3F02       |
| 133         | 5             | "Lisa the Vegetarian"                                                                 | Mark Kirkland                      | David S. Cohen | 15 oktober 1995   | 3F03       |
| 134         | 6             | "Treehouse of Horror VI"                                                              | Bedlam Bob Anderson (Bob Anderson) | The Square Root of David S. Cohen (David S. Cohen), Scary John Swartzwelder (John Swartzwelder) & Steve Tombkins (Steve Tompkins)                                  | 29 oktober 1995   | 3F04       |
| 135         | 7             | "King-Size Homer"                                                                     | Jim Reardon                        | Dan Greaney | 5 november 1995   | 3F05       |
| 136         | 8             | "Mother Simpson"                                                                      | David Silverman                    | Richard Appel | 19 november 1995  | 3F06       |
| 137         | 9             | "Sideshow Bob's Last Gleaming"                                                        | Dominic Polcino                    | Spike Feresten | 26 november 1995  | 3F08       |
| 138         | 10            | "The Simpsons 138th Episode Spectacular"                                              | Pound Foolish (David Silverman)    | Penny Wise (Jon Vitti) | 3 december 1995   | 3F31       |
| 139         | 11            | "Marge Be Not Proud"                                                                  | Steven Dean Moore                  | Mike Scully | 17 december 1995  | 3F07       |
| 140         | 12            | "Team Homer"                                                                          | Mark Kirkland                      | Mike Scully | 7 januari 1996    | 3F10       |
| 141         | 13            | "Two Bad Neighbors"                                                                   | Wes Archer                         | Ken Keeler | 14 januari 1996   | 3F09       |
| 142         | 14            | "Scenes from the Class Struggle in Springfield"                                       | Susie Dietter                      | Jennifer Crittenden | 4 februari 1996   | 3F11       |
| 143         | 15            | "Bart the Fink"                                                                       | Jim Reardon                        | Bob Kushell & John Swartzwelder | 11 februari 1996  | 3F12       |
| 144         | 16            | "Lisa the Iconoclast"                                                                 | Mike B. Anderson                   | Jonathan Collier | 18 februari 1996  | 3F13       |
| 145         | 17            | "Homer the Smithers"                                                                  | Steven Dean Moore                  | John Swartzwelder | 25 februari 1996  | 3F14       |
| 146         | 18            | "The Day the Violence Died"                                                           | Wes Archer                         | John Swartzwelder | 17 mars 1996      | 3F16       |
| 147         | 19            | "A Fish Called Selma"                                                                 | Mark Kirkland                      | Jack Barth | 24 mars 1996      | 3F15       |
| 148         | 20            | "Bart on the Road"                                                                    | Swinton O. Scott III               | Richard Appel | 31 mars 1996      | 3F17       |
| 149         | 21            | "22 Short Films About Springfield"                                                    | Jim Reardon                        | Brent Forrester, David S. Cohen, Greg Daniels, Jennifer Crittenden, Jonathan Collier, Josh Weinstein, Matt Groening, Rachel Pulido, Richard Appel & Steve Tompkins | 14 april 1996     | 3F18       |
| 150         | 22            | "Raging Abe Simpson and His Grumbling Grandson in "The Curse of the Flying Hellfish"" | Jeffrey Lynch                      | Jonathan Collier | 28 april 1996     | 3F19       |
| 151         | 23            | "Much Apu About Nothing"                                                              | Susie Dietter                      | David S. Cohen | 5 maj 1996        | 3F20       |
| 152         | 24            | "Homerpalooza"                                                                        | Wes Archer                         | Brent Forrester | 19 maj 1996       | 3F21       |
| 153         | 25            | "Summer of 4 Ft. 2"                                                                   | Mark Kirkland                      | Dan Greaney | 19 maj 1996       | 3F22       |

### Säsong 8 (1996-1997)
| Nr i serien | Nr i säsongen | Titel                                                                   | Regissör          | Författare                                               | Sändningsdatum   | Produktkod |
| ----------- | ------------- | ----------------------------------------------------------------------- | ----------------- | -------------------------------------------------------- | ---------------- | ---------- |
| 154         | 1             | "Treehouse of Horror VII"                                               | Mike B. Anderson  | Dan Greaney, David S. Cohen & Ken Keeler                 | 27 oktober 1996  | 4F02       |
| 155         | 2             | "You Only Move Twice"                                                   | Mike B. Anderson  | John Swartzwelder                                        | 3 november 1996  | 3F23       |
| 156         | 3             | "The Homer They Fall"                                                   | Mark Kirkland     | Jonathan Collier                                         | 10 november 1996 | 4F03       |
| 157         | 4             | "Burns, Baby Burns"                                                     | Jim Reardon       | Ian Maxtone-Graham                                       | 17 november 1996 | 4F05       |
| 158         | 5             | "Bart After Dark"                                                       | Dominic Polcino   | Richard Appel                                            | 24 november 1996 | 4F06       |
| 159         | 6             | "A Milhouse Divided"                                                    | Steven Dean Moore | Steve Tompkins                                           | 1 december 1996  | 4F04       |
| 160         | 7             | "Lisa's Date with Density"                                              | Susie Dietter     | Mike Scully                                              | 15 december 1996 | 4F01       |
| 161         | 8             | "Hurricane Neddy"                                                       | Bob Anderson      | Steve Young                                              | 29 december 1996 | 4F07       |
| 162         | 9             | "El Viaje Misterioso de Nuestro Jomer (The Mysterious Voyage of Homer)" | Jim Reardon       | Ken Keeler                                               | 5 januari 1997   | 3F24       |
| 163         | 10            | "The Springfield Files"                                                 | Steven Dean Moore | Reid Harrison                                            | 12 januari 1997  | 3G01       |
| 164         | 11            | "The Twisted World of Marge Simpson"                                    | Chuck Sheetz      | Jennifer Crittenden                                      | 19 januari 1997  | 4F08       |
| 165         | 12            | "Mountain of Madness"                                                   | Mark Kirkland     | John Swartzwelder                                        | 2 februari 1997  | 4F10       |
| 166         | 13            | "Simpsoncalifragilisticexpiala(Annoyed Grunt)cious"                     | Chuck Sheetz      | Al Jean & Mike Reiss                                     | 7 februari 1997  | 3G03       |
| 167         | 14            | "The Itchy & Scratchy & Poochie Show"                                   | Steven Dean Moore | David S. Cohen                                           | 9 februari 1997  | 4F12       |
| 168         | 15            | "Homer's Phobia"                                                        | Mike B. Anderson  | Ron Hauge                                                | 16 februari 1997 | 4F11       |
| 169         | 16            | "Brother from Another Series"                                           | Pete Michels      | Ken Keeler                                               | 23 februari 1997 | 4F14       |
| 170         | 17            | "My Sister, My Sitter"                                                  | Jim Reardon       | Dan Greaney                                              | 2 mars 1997      | 4F13       |
| 171         | 18            | "Homer vs. the Eighteenth Amendment"                                    | Bob Anderson      | John Swartzwelder                                        | 16 mars 1997     | 4F15       |
| 172         | 19            | "Grade School Confidential"                                             | Susie Dietter     | Rachel Pulido                                            | 6 april 1997     | 4F09       |
| 173         | 20            | "The Canine Mutiny"                                                     | Dominic Polcino   | Ron Hauge                                                | 13 april 1997    | 4F16       |
| 174         | 21            | "The Old Man and the Lisa"                                              | Mark Kirkland     | John Swartzwelder                                        | 20 april 1997    | 4F17       |
| 175         | 22            | "In Marge We Trust"                                                     | Steven Dean Moore | Donick Cary                                              | 27 april 1997    | 4F18       |
| 176         | 23            | "Homer's Enemy"                                                         | Jim Reardon       | John Swartzwelder                                        | 4 maj 1997       | 4F19       |
| 177         | 24            | "The Simpsons Spin-Off Showcase"                                        | Neil Affleck      | Dan Greaney, David S. Cohen, Ken Keeler & Steve Tompkins | 11 maj 1997      | 4F20       |
| 178         | 25            | "The Secret War of Lisa Simpson"                                        | Mike B. Anderson  | Richard Appel                                            | 18 maj 1997      | 4F21       |

### Säsong 9 (1997-1998)
| Nr i serien | Nr i säsongen | Titel                                    | Regissör                         | Författare                                  | Sändningsdatum    | Produktkod |
| ----------- | ------------- | ---------------------------------------- | -------------------------------- | ------------------------------------------- | ----------------- | ---------- |
| 179         | 1             | "The City of New York vs. Homer Simpson" | Jim Reardon                      | Ian Maxtone-Graham                          | 21 september 1997 | 4F22       |
| 180         | 2             | "The Principal and the Pauper"           | Steven Dean Moore                | Ken Keeler                                  | 28 september 1997 | 4F23       |
| 181         | 3             | "Lisa's Sax"                             | Dominic Polcino                  | Al Jean                                     | 19 oktober 1997   | 3G02       |
| 182         | 4             | "Treehouse of Horror VIII"               | Mad Dog Kirkland (Mark Kirkland) | David S. Cohen, Mike Scully & Ned Goldreyer | 26 oktober 1997   | 5F02       |
| 183         | 5             | "The Cartridge Family"                   | Pete Michels                     | John Swartzwelder                           | 2 november 1997   | 5F01       |
| 184         | 6             | "Bart Star"                              | Dominic Polcino                  | Donick Cary                                 | 9 november 1997   | 5F03       |
| 185         | 7             | "The Two Mrs. Nahasapeemapetilons"       | Steven Dean Moore                | Richard Appel                               | 16 november 1997  | 5F04       |
| 186         | 8             | "Lisa the Skeptic"                       | Neil Affleck                     | David S. Cohen                              | 23 november 1997  | 5F05       |
| 187         | 9             | "Realty Bites"                           | Swinton O. Scott III             | Dan Greaney                                 | 7 december 1997   | 5F06       |
| 188         | 10            | "Miracle on Evergreen Terrace"           | Bob Anderson                     | Ron Hauge                                   | 21 december 1997  | 5F07       |
| 189         | 11            | "All Singing, All Dancing"               | Mark Ervin                       | Steve O'Donnell                             | 4 januari 1998    | 5F24       |
| 190         | 12            | "Bart Carny"                             | Mark Kirkland                    | John Swartzwelder                           | 11 januari 1998   | 5F08       |
| 191         | 13            | "The Joy of Sect"                        | Steven Dean Moore                | Steve O'Donnell                             | 8 februari 1998   | 5F23       |
| 192         | 14            | "Das Bus"                                | Pete Michels                     | David S. Cohen                              | 15 februari 1998  | 5F11       |
| 193         | 15            | "The Last Temptation of Krust"           | Mike B. Anderson                 | Donick Cary                                 | 22 februari 1998  | 5F10       |
| 194         | 16            | "Dumbbell Indemnity"                     | Dominic Polcino                  | Ron Hauge                                   | 1 mars 1998       | 5F12       |
| 195         | 17            | "Lisa the Simpson"                       | Susie Dietter                    | Ned Goldreyer                               | 8 mars 1998       | 4F24       |
| 196         | 18            | "This Little Wiggy"                      | Neil Affleck                     | Dan Greaney                                 | 22 mars 1998      | 5F13       |
| 197         | 19            | "Simpson Tide"                           | Milton Gray                      | Jeffrey Ventimilia & Joshua Sternin         | 29 mars 1998      | 3G04       |
| 198         | 20            | "The Trouble with Trillions"             | Swinton O. Scott III             | Ian Maxtone-Graham                          | 5 april 1998      | 5F14       |
| 199         | 21            | "Girly Edition"                          | Mark Kirkland                    | Larry Doyle                                 | 19 april 1998     | 5F15       |
| 200         | 22            | "Trash of the Titans"                    | Jim Reardon                      | Ian Maxtone-Graham                          | 26 april 1998     | 5F09       |
| 201         | 23            | "King of the Hill"                       | Steven Dean Moore                | John Swartzwelder                           | 3 maj 1998        | 5F16       |
| 202         | 24            | "Lost Our Lisa"                          | Pete Michels                     | Brian Scully                                | 10 maj 1998       | 5F17       |
| 203         | 25            | "Natural Born Kissers"                   | Klay Hall                        | Matt Selman                                 | 17 maj 1998       | 5F18       |

### Säsong 10 (1998-1999)
| Nr i serien | Nr i säsongen | Titel                                          | Regissör                                 | Författare | Sändningsdatum    | Produktkod |
| ----------- | ------------- | ---------------------------------------------- | ---------------------------------------- | --- | ----------------- | ---------- |
| 204         | 1             | "Lard of the Dance"                            | Dominic Polcino                          | Jane O'Brien | 23 augusti 1998   | 5F20       |
| 205         | 2             | "The Wizard of Evergreen Terrace"              | Mark Kirkland                            | John Swartzwelder | 20 september 1998 | 5F21       |
| 206         | 3             | "Bart the Mother"                              | Steven Dean Moore                        | David S. Cohen | 27 september 1998 | 5F22       |
| 207         | 4             | "Treehouse of Horror IX"                       | Steven "Demon" Moore (Steven Dean Moore) | David S. Coffin (David S. Cohen), Donick "I Still Know What I Did Last Summer" Cary (Donick Cary) & The Bride of Lichtenstein (Larry Doyle) | 25 oktober 1998   | AABF01     |
| 208         | 5             | "When You Dish Upon a Star"                    | Pete Michels                             | Richard Appel | 8 november 1998   | 5F19       |
| 209         | 6             | "D'oh-in in the Wind"                          | Mark Kirkland & Matthew Nastuk           | Donick Cary | 15 november 1998  | AABF02     |
| 210         | 7             | "Lisa Gets an "A""                             | Bob Anderson                             | Ian Maxtone-Graham | 22 november 1998  | AABF03     |
| 211         | 8             | "Homer Simpson in: "Kidney Trouble""           | Mike B. Anderson                         | John Swartzwelder | 6 december 1998   | AABF04     |
| 212         | 9             | "Mayored to the Mob"                           | Swinton O. Scott III                     | Ron Hauge | 20 december 1998  | AABF05     |
| 213         | 10            | "Viva Ned Flanders"                            | Neil Affleck                             | David M. Stern | 10 januari 1999   | AABF06     |
| 214         | 11            | "Wild Barts Can't Be Broken"                   | Mark Ervin                               | Larry Doyle | 17 januari 1999   | AABF07     |
| 215         | 12            | "Sunday, Cruddy Sunday"                        | Steven Dean Moore                        | Brian Scully, George Meyer, Mike Scully & Tom Martin                                                                                        | 31 januari 1999   | AABF08     |
| 216         | 13            | "Homer to the Max"                             | Pete Michels                             | John Swartzwelder | 7 februari 1999   | AABF09     |
| 217         | 14            | "I'm with Cupid"                               | Bob Anderson                             | Dan Greaney | 14 februari 1999  | AABF11     |
| 218         | 15            | "Marge Simpson in: "Screaming Yellow Honkers"" | Mark Kirkland                            | David M. Stern | 21 februari 1999  | AABF10     |
| 219         | 16            | "Make Room for Lisa"                           | Matthew Nastuk                           | Brian Scully | 28 februari 1999  | AABF12     |
| 220         | 17            | "Maximum Homerdrive"                           | Swinton O. Scott III                     | John Swartzwelder | 28 mars 1999      | AABF13     |
| 221         | 18            | "Simpsons Bible Stories"                       | Nancy Kruse                              | Larry Doyle, Matt Selman & Tim Long | 4 april 1999      | AABF14     |
| 222         | 19            | "Mom and Pop Art"                              | Steven Dean Moore                        | Al Jean | 11 april 1999     | AABF15     |
| 223         | 20            | "The Old Man and the "C" Student"              | Mark Kirkland                            | Julie Thacker | 25 april 1999     | AABF16     |
| 224         | 21            | "Monty Can't Buy Me Love"                      | Mark Ervin                               | John Swartzwelder | 2 maj 1999        | AABF17     |
| 225         | 22            | "They Saved Lisa's Brain"                      | Pete Michels                             | Matt Selman | 9 maj 1999        | AABF18     |
| 226         | 23            | "Thirty Minutes over Tokyo"                    | Jim Reardon                              | Dan Greaney & Donick Cary | 16 maj 1999       | AABF20     |

### Säsong 11 (1999-2000)
| Nr i serien | Nr i säsongen | Titel                                     | Regissör                                | Författare                                                                             | Sändningsdatum    |
| ----------- | ------------- | ----------------------------------------- | --------------------------------------- | -------------------------------------------------------------------------------------- | ----------------- |
| 227         | 1             | "Beyond Blunderdome"                      | Steven Dean Moore                       | Mike Scully                                                                            | 26 september 1999 |
| 228         | 2             | "Brother's Little Helper"                 | Mark Kirkland                           | George Meyer                                                                           | 3 oktober 1999    |
| 229         | 3             | "Guess Who's Coming to Criticize Dinner?" | Nancy Kruse                             | Al Jean                                                                                | 24 oktober 1999   |
| 230         | 4             | "Treehouse of Horror X"                   | Pete Scary Spice Michels (Pete Michels) | Donick Spooky (Donick Cary), Uh, An Ogre? (Ron Hauge) & Terrifying Tim Long (Tim Long) | 31 oktober 1999   |
| 231         | 5             | "E-I-E-I-(Annoyed Grunt)"                 | Bob Anderson                            | Ian Maxtone-Graham                                                                     | 7 november 1999   |
| 232         | 6             | "Hello Gutter, Hello Fadder"              | Mike B. Anderson                        | Al Jean                                                                                | 14 november 1999  |
| 233         | 7             | "Eight Misbehavin'"                       | Steven Dean Moore                       | Matt Selman                                                                            | 21 november 1999  |
| 234         | 8             | "Take My Wife, Sleaze"                    | Neil Affleck                            | John Swartzwelder                                                                      | 28 november 1999  |
| 235         | 9             | "Grift of the Magi"                       | Matthew Nastuk                          | Tom Martin                                                                             | 19 december 1999  |
| 236         | 10            | "Little Big Mom"                          | Mark Kirkland                           | Carolyn Omine                                                                          | 9 januari 2000    |
| 237         | 11            | "Faith Off"                               | Nancy Kruse                             | Frank Mula                                                                             | 16 januari 2000   |
| 238         | 12            | "The Mansion Family"                      | Michael Polcino                         | John Swartzwelder                                                                      | 23 januari 2000   |
| 239         | 13            | "Saddlesore Galactica"                    | Lance Kramer                            | Tim Long                                                                               | 6 februari 2000   |
| 240         | 14            | "Alone Again, Natura-Diddily"             | Jim Reardon                             | Ian Maxtone-Graham                                                                     | 13 februari 2000  |
| 241         | 15            | "Missionary: Impossible"                  | Steven Dean Moore                       | Ron Hauge                                                                              | 20 februari 2000  |
| 242         | 16            | "Pygmoelian"                              | Mark Kirkland                           | Larry Doyle                                                                            | 27 februari 2000  |
| 243         | 17            | "Bart to the Future"                      | Michael Marcantel                       | Dan Greaney                                                                            | 19 mars 2000      |
| 244         | 18            | "Days of Wine and D'oh'ses"               | Neil Affleck                            | Dan Castellaneta & Deb Lacusta                                                         | 9 april 2000      |
| 245         | 19            | "Kill the Alligator and Run"              | Jen Kamerman                            | John Swartzwelder                                                                      | 30 april 2000     |
| 246         | 20            | "Last Tap Dance in Springfield"           | Nancy Kruse                             | Julie Thacker                                                                          | 7 maj 2000        |
| 247         | 21            | "It's a Mad, Mad, Mad, Mad Marge"         | Steven Dean Moore                       | Larry Doyle                                                                            | 14 maj 2000       |
| 248         | 22            | "Behind the Laughter"                     | Mark Kirkland                           | George Meyer, Matt Selman, Mike Scully & Tim Long                                      | 21 maj 2000       |

### Säsong 12 (2000-2001)
| Nr i serien | Nr i säsongen | Titel                            | Regissör                                | Författare                                            | Sändningsdatum   | Produktkod |
| ----------- | ------------- | -------------------------------- | --------------------------------------- | ----------------------------------------------------- | ---------------- | ---------- |
| 249         | 1             | "Treehouse of Horror XI"         | Matt "Groening" Nastuk (Matthew Nastuk) | Don Payne, Carolyn Omine, John Frink och Rob LaZebnik | 1 november 2000  | BABF21     |
| 250         | 2             | "A Tale of Two Springfields"     | Shaun Cashman                           | John Swartzwelder                                     | 5 november 2000  | BABF20     |
| 251         | 3             | "Insane Clown Poppy"             | Bob Anderson                            | Don Payne & John Frink                                | 12 november 2000 | BABF17     |
| 252         | 4             | "Lisa the Tree Hugger"           | Steven Dean Moore                       | Matt Selman                                           | 19 november 2000 | CABF01     |
| 253         | 5             | "Homer vs. Dignity"              | Neil Affleck                            | Rob LaZebnik                                          | 26 november 2000 | CABF04     |
| 254         | 6             | "The Computer Wore Menace Shoes" | Mark Kirkland                           | John Swartzwelder                                     | 3 december 2000  | CABF02     |
| 255         | 7             | "The Great Money Caper"          | Michael Polcino                         | Carolyn Omine                                         | 10 december 2000 | CABF03     |
| 256         | 8             | "Skinner's Sense of Snow"        | Lance Kramer                            | Tim Long                                              | 17 december 2000 | CABF06     |
| 257         | 9             | "HOMR"                           | Mike B. Anderson                        | Al Jean                                               | 7 januari 2001   | BABF22     |
| 258         | 10            | "Pokey Mom"                      | Bob Anderson                            | Tom Martin                                            | 14 januari 2001  | CABF05     |
| 259         | 11            | "Worst Episode Ever"             | Matthew Nastuk                          | Larry Doyle                                           | 4 februari 2001  | CABF08     |
| 260         | 12            | "Tennis the Menace"              | Jen Kamerman                            | Ian Maxtone-Graham                                    | 11 februari 2001 | CABF07     |
| 261         | 13            | "Day of the Jackanapes"          | Michael Marcantel                       | Al Jean                                               | 18 februari 2001 | CABF10     |
| 262         | 14            | "New Kids on the Blecch"         | Steven Dean Moore                       | Tim Long                                              | 25 februari 2001 | CABF12     |
| 263         | 15            | "Hungry, Hungry Homer"           | Nancy Kruse                             | John Swartzwelder                                     | 4 mars 2001      | CABF09     |
| 264         | 16            | "Bye Bye Nerdie"                 | Lauren MacMullan                        | Don Payne & John Frink                                | 11 mars 2001     | CABF11     |
| 265         | 17            | "Simpson Safari"                 | Mark Kirkland                           | John Swartzwelder                                     | 1 april 2001     | CABF13     |
| 266         | 18            | "Trilogy of Error"               | Mike B. Anderson                        | Matt Selman                                           | 29 april 2001    | CABF14     |
| 267         | 19            | "I'm Goin' to Praiseland"        | Chuck Sheetz                            | Julie Thacker                                         | 6 maj 2001       | CABF15     |
| 268         | 20            | "Children of a Lesser Clod"      | Michael Polcino                         | Al Jean                                               | 13 maj 2001      | CABF16     |
| 269         | 21            | "Simpsons Tall Tales"            | Bob Anderson                            | Bob Bendetson, Don Payne, John Frink & Matt Selman    | 20 maj 2001      | CABF17     |

### Säsong 13 (2001-2002)
| Nr i serien | Nr i säsongen | Titel                          | Regissör          | Författare                                           | Sändningsdatum   | Produktkod |
| ----------- | ------------- | ------------------------------ | ----------------- | ---------------------------------------------------- | ---------------- | ---------- |
| 270         | 1             | "Treehouse of Horror XII"      | Jim Reardon       | Carolyn Omine, Don Payne, Joel H. Cohen & John Frink | 6 november 2001  | CABF19     |
| 271         | 2             | "The Parent Rap"               | Mark Kirkland     | George Meyer & Mike Scully                           | 11 november 2001 | CABF22     |
| 272         | 3             | "Homer the Moe"                | Jen Kamerman      | Dana Gould                                           | 18 november 2001 | CABF20     |
| 273         | 4             | "A Hunka Hunka Burns in Love"  | Lance Kramer      | John Swartzwelder                                    | 2 december 2001  | CABF18     |
| 274         | 5             | "The Blunder Years"            | Steven Dean Moore | Ian Maxtone-Graham                                   | 9 december 2001  | CABF21     |
| 275         | 6             | "She of Little Faith"          | Steven Dean Moore | Bill Freiberger                                      | 16 december 2001 | DABF02     |
| 276         | 7             | "Brawl in the Family"          | Matthew Nastuk    | Joel H. Cohen                                        | 6 januari 2002   | DABF01     |
| 277         | 8             | "Sweets and Sour Marge"        | Mark Kirkland     | Carolyn Omine                                        | 20 januari 2002  | DABF03     |
| 278         | 9             | "Jaws Wired Shut"              | Nancy Kruse       | Matt Selman                                          | 27 januari 2002  | DABF05     |
| 279         | 10            | "Half-Decent Proposal"         | Lauren MacMullan  | Tim Long                                             | 10 februari 2002 | DABF04     |
| 280         | 11            | "The Bart Wants What It Wants" | Michael Polcino   | Don Payne & John Frink                               | 17 februari 2002 | DABF06     |
| 281         | 12            | "The Lastest Gun in the West"  | Bob Anderson      | John Swartzwelder                                    | 24 februari 2002 | DABF07     |
| 282         | 13            | "The Old Man and the Key"      | Lance Kramer      | Jon Vitti                                            | 10 mars 2002     | DABF09     |
| 283         | 14            | "Tales from the Public Domain" | Mike B. Anderson  | Andrew Kreisberg, Josh Lieb & Matt Warburton         | 17 mars 2002     | DABF08     |
| 284         | 15            | "Blame It on Lisa"             | Steven Dean Moore | Bob Bendetson                                        | 31 mars 2002     | DABF10     |
| 285         | 16            | "Weekend at Burnsie's"         | Michael Marcantel | Jon Vitti                                            | 7 april 2002     | DABF11     |
| 286         | 17            | "Gump Roast"                   | Mark Kirkland     | Dan Castellaneta & Deb Lacusta                       | 21 april 2002    | DABF12     |
| 287         | 18            | "I Am Furious Yellow"          | Chuck Sheetz      | John Swartzwelder                                    | 28 april 2002    | DABF13     |
| 288         | 19            | "The Sweetest Apu"             | Matthew Nastuk    | John Swartzwelder                                    | 5 maj 2002       | DABF14     |
| 289         | 20            | "Little Girl in the Big Ten"   | Lauren MacMullan  | Jon Vitti                                            | 12 maj 2002      | DABF15     |
| 290         | 21            | "The Frying Game"              | Michael Polcino   | John Swartzwelder                                    | 19 maj 2002      | DABF16     |
| 291         | 22            | "Papa's Got a Brand New Badge" | Pete Michels      | Dana Gould                                           | 22 maj 2002      | DABF17     |

### Säsong 14 (2002-2003)
| Nr i serien | Nr i säsongen | Titel                               | Regissör          | Författare                                | Sändningsdatum   | Produktkod |
| ----------- | ------------- | ----------------------------------- | ----------------- | ----------------------------------------- | ---------------- | ---------- |
| 292         | 1             | "Treehouse of Horror XIII"          | David Silverman   | Brian Kelley, Kevin Curran & Marc Wilmore | 3 november 2002  | DABF19     |
| 293         | 2             | "How I Spent My Strummer Vacation"  | Mike B. Anderson  | Mike Scully                               | 10 november 2002 | DABF22     |
| 294         | 3             | "Bart vs. Lisa vs. the Third Grade" | Steven Dean Moore | Tim Long                                  | 17 november 2002 | DABF20     |
| 295         | 4             | "Large Marge"                       | Jim Reardon       | Ian Maxtone-Graham                        | 24 november 2002 | DABF18     |
| 296         | 5             | "Helter Shelter"                    | Mark Kirkland     | Brian Pollack & Mert Rich                 | 1 december 2002  | DABF21     |
| 297         | 6             | "The Great Louse Detective"         | Steven Dean Moore | Don Payne & John Frink                    | 15 december 2002 | EABF01     |
| 298         | 7             | "Special Edna"                      | Bob Anderson      | Dennis Snee                               | 5 januari 2003   | EABF02     |
| 299         | 8             | "The Dad Who Knew Too Little"       | Mark Kirkland     | Matt Selman                               | 12 januari 2003  | EABF03     |
| 300         | 9             | "Strong Arms of the Ma"             | Pete Michels      | Carolyn Omine                             | 2 februari 2003  | EABF04     |
| 301         | 10            | "Pray Anything"                     | Michael Polcino   | Neil Boushall & Sam O'Neal                | 9 februari 2003  | EABF06     |
| 302         | 11            | "Barting Over"                      | Matthew Nastuk    | Andrew Kreisberg                          | 16 februari 2003 | EABF05     |
| 303         | 12            | "I'm Spelling as Fast as I Can"     | Nancy Kruse       | Kevin Curran                              | 16 februari 2003 | EABF07     |
| 304         | 13            | "A Star Is Born-Again"              | Michael Marcantel | Brian Kelley                              | 2 mars 2003      | EABF08     |
| 305         | 14            | "Mr. Spritz Goes to Washington"     | Lance Kramer      | John Swartzwelder                         | 9 mars 2003      | EABF09     |
| 306         | 15            | "C.E. D'oh"                         | Mike B. Anderson  | Dana Gould                                | 16 mars 2003     | EABF10     |
| 307         | 16            | "'Scuse Me While I Miss the Sky"    | Steven Dean Moore | Allen Glazier & Dan Greaney               | 30 mars 2003     | EABF11     |
| 308         | 17            | "Three Gays of the Condo"           | Mark Kirkland     | Matt Warburton                            | 13 april 2003    | EABF12     |
| 309         | 18            | "Dude, Where's My Ranch?"           | Chris Clements    | Ian Maxtone-Graham                        | 27 april 2003    | EABF13     |
| 310         | 19            | "Old Yeller Belly"                  | Bob Anderson      | Don Payne & John Frink                    | 4 maj 2003       | EABF14     |
| 311         | 20            | "Brake My Wife, Please"             | Pete Michels      | Tim Long                                  | 11 maj 2003      | EABF15     |
| 312         | 21            | "The Bart of War"                   | Michael Polcino   | Marc Wilmore                              | 18 maj 2003      | EABF16     |
| 313         | 22            | "Moe Baby Blues"                    | Lauren MacMullan  | J. Stewart Burns                          | 18 maj 2003      | EABF17     |

### Säsong 15 (2003-2004)
| Nr i serien | Nr i säsongen | Titel                                                               | Regissör                              | Författare                                           | Sändningsdatum   | Produktkod |
| ----------- | ------------- | ------------------------------------------------------------------- | ------------------------------------- | ---------------------------------------------------- | ---------------- | ---------- |
| 314         | 1             | "Treehouse of Horror XIV"                                           | Steve Dean Morbid (Steven Dean Moore) | Triple Admiral John Swartzwelder (John Swartzwelder) | 2 november 2003  | EABF21     |
| 315         | 2             | "My Mother the Carjacker"                                           | Nancy Kruse                           | Michael Price                                        | 9 november 2003  | EABF18     |
| 316         | 3             | "The President Wore Pearls"                                         | Mike B. Anderson                      | Dana Gould                                           | 16 november 2003 | EABF20     |
| 317         | 4             | "The Regina Monologues"                                             | Mark Kirkland                         | John Swartzwelder                                    | 23 november 2003 | EABF22     |
| 318         | 5             | "The Fat and the Furriest"                                          | Matthew Nastuk                        | Joel H. Cohen                                        | 30 november 2003 | EABF19     |
| 319         | 6             | "Today, I am a Clown"                                               | Nancy Kruse                           | Joel H. Cohen                                        | 7 december 2003  | FABF01     |
| 320         | 7             | "'Tis the Fifteenth Season"                                         | Steven Dean Moore                     | Michael Price                                        | 14 december 2003 | FABF02     |
| 321         | 8             | "Marge vs. Singles, Seniors, Childless Couples and Teens, and Gays" | Bob Anderson                          | Jon Vitti                                            | 4 januari 2004   | FABF03     |
| 322         | 9             | "I, (Annoyed Grunt)-Bot"                                            | Lauren MacMullan                      | Allen Glazier & Dan Greaney                          | 11 januari 2004  | FABF04     |
| 323         | 10            | "Diatribe of a Mad Housewife"                                       | Mark Kirkland                         | Robin J. Stein                                       | 25 januari 2004  | FABF05     |
| 324         | 11            | "Margical History Tour"                                             | Mike B. Anderson                      | Brian Kelley                                         | 8 februari 2004  | FABF06     |
| 325         | 12            | "Milhouse Doesn't Live Here Anymore"                                | Matthew Nastuk                        | David Chambers & Julie Chambers                      | 15 februari 2004 | FABF07     |
| 326         | 13            | "Smart and Smarter"                                                 | Steven Dean Moore                     | Carolyn Omine                                        | 22 februari 2004 | FABF09     |
| 32          | 14            | "The Ziff Who Came to Dinner"                                       | Nancy Kruse                           | Dan Castellaneta & Deb Lacusta                       | 14 mars 2004     | FABF08     |
| 328         | 15            | "Co-Dependent's Day"                                                | Bob Anderson                          | Matt Warburton                                       | 21 mars 2004     | FABF10     |
| 329         | 16            | "The Wandering Juvie"                                               | Lauren MacMullan                      | Don Payne                                            | 28 mars 2004     | FABF11     |
| 330         | 17            | "My Big Fat Geek Wedding"                                           | Mark Kirkland                         | Kevin Curran                                         | 18 april 2004    | FABF12     |
| 331         | 18            | "Catch 'Em If You Can"                                              | Matthew Nastuk                        | Ian Maxtone-Graham                                   | 25 april 2004    | FABF14     |
| 332         | 19            | "Simple Simpson"                                                    | Jim Reardon                           | Jon Vitti                                            | 2 maj 2004       | FABF15     |
| 333         | 20            | "The Way We Weren't"                                                | Mike B. Anderson                      | J. Stewart Burns                                     | 9 maj 2004       | FABF13     |
| 334         | 21            | "Bart-Mangled Banner"                                               | Steven Dean Moore                     | John Frink                                           | 16 maj 2004      | FABF17     |
| 335         | 22            | "Fraudcast News"                                                    | Bob Anderson                          | Don Payne                                            | 23 maj 2004      | FABF18     |

### Säsong 16 (2004-2005)
| Nr i serien | Nr i säsongen | Titel                                          | Regissör                          | Författare                         | Sändningsdatum   | Produktkod |
| ----------- | ------------- | ---------------------------------------------- | --------------------------------- | ---------------------------------- | ---------------- | ---------- |
| 336         | 1             | "Treehouse of Horror XV"                       | Slarg Silverman (David Silverman) | Glekknor L. Brooks (Bill Odenkirk) | 7 november 2004  | FABF23     |
| 337         | 2             | "All's Fair in Oven War"                       | Mark Kirkland                     | Matt Selman                        | 14 november 2004 | FABF20     |
| 338         | 3             | "Sleeping with the Enemy"                      | Lauren MacMullan                  | Jon Vitti                          | 21 november 2004 | FABF19     |
| 339         | 4             | "She Used to Be My Girl"                       | Matthew Nastuk                    | Tim Long                           | 5 december 2004  | FABF22     |
| 340         | 5             | "Fat Man and Little Boy"                       | Mike B. Anderson                  | Joel H. Cohen                      | 12 december 2004 | FABF21     |
| 341         | 6             | "Midnight Rx"                                  | Nancy Kruse                       | Marc Wilmore                       | 16 januari 2005  | FABF16     |
| 342         | 7             | "Mommie Beerest"                               | Mark Kirkland                     | Michael Price                      | 30 januari 2005  | GABF01     |
| 343         | 8             | "Homer and Ned's Hail Mary Pass"               | Steven Dean Moore                 | Tim Long                           | 6 februari 2005  | GABF02     |
| 344         | 9             | "Pranksta Rap"                                 | Mike B. Anderson                  | Matt Selman                        | 13 februari 2005 | GABF03     |
| 345         | 10            | "There's Something About Marrying"             | Nancy Kruse                       | J. Stewart Burns                   | 20 februari 2005 | GABF04     |
| 346         | 11            | "On a Clear Day I Can't See My Sister"         | Bob Anderson                      | Jeff Westbrook                     | 6 mars 2005      | GABF05     |
| 347         | 12            | "Goo Goo Gai Pan"                              | Lance Kramer                      | Lawrence Talbot (Dana Gould)       | 13 mars 2005     | GABF06     |
| 348         | 13            | "Mobile Homer"                                 | Raymond S. Persi                  | Tim Long                           | 20 mars 2005     | GABF07     |
| 349         | 14            | "The Seven-Beer Snitch"                        | Matthew Nastuk                    | Bill Odenkirk                      | 3 april 2005     | GABF08     |
| 350         | 15            | "Future-Drama"                                 | Mike B. Anderson                  | Matt Selman                        | 17 april 2005    | GABF12     |
| 351         | 16            | "Don't Fear the Roofer"                        | Mark Kirkland                     | Kevin Curran                       | 1 maj 2005       | GABF10     |
| 352         | 17            | "The Heartbroke Kid"                           | Steven Dean Moore                 | Ian Maxtone-Graham                 | 1 maj 2005       | GABF11     |
| 353         | 18            | "A Star Is Torn"                               | Nancy Kruse                       | Carolyn Omine                      | 8 maj 2005       | GABF13     |
| 354         | 19            | "Thank God, It's Doomsday"                     | Michael Marcantel                 | Don Payne                          | 8 maj 2005       | GABF14     |
| 355         | 20            | "Home Away from Homer"                         | Bob Anderson                      | Joel H. Cohen                      | 15 maj 2005      | GABF15     |
| 356         | 21            | "The Father, the Son, and the Holy Guest Star" | Michael Polcino                   | Matt Warburton                     | 15 maj 2005      | GABF09     |

### Säsong 17 (2005-2006)
| Nr i serien | Nr i säsongen | Titel                                | Regissör                                 | Författare                        | Sändningsdatum    | Produktkod |
| ----------- | ------------- | ------------------------------------ | ---------------------------------------- | --------------------------------- | ----------------- | ---------- |
| 357         | 1             | "Bonfire of the Manatees"            | Mark Kirkland                            | Dan Greaney                       | 11 september 2005 | GABF18     |
| 358         | 2             | "The Girl Who Slept Too Little"      | Raymond S. Persi                         | John Frink                        | 18 september 2005 | GABF16     |
| 359         | 3             | "Milhouse of Sand and Fog"           | Steven Dean Moore                        | Patric M. Verrone                 | 25 september 2005 | GABF19     |
| 360         | 4             | "Treehouse of Horror XVI"            | Godzilla vs. Silverman (David Silverman) | Marc Will Killmore (Marc Wilmore) | 6 november 2005   | GABF17     |
| 361         | 5             | "Marge's Son Poisoning"              | Mike B. Anderson                         | Daniel Chun                       | 13 november 2005  | GABF20     |
| 362         | 6             | "See Homer Run"                      | Nancy Kruse                              | Stephanie Gillis                  | 20 november 2005  | GABF21     |
| 363         | 7             | "The Last of the Red Hat Mamas"      | Matthew Nastuk                           | Joel H. Cohen                     | 27 november 2005  | GABF22     |
| 364         | 8             | "The Italian Bob"                    | Mark Kirkland                            | John Frink                        | 11 december 2005  | HABF02     |
| 365         | 9             | "Simpsons Christmas Stories"         | Steven Dean Moore                        | Don Payne                         | 18 december 2005  | HABF01     |
| 366         | 10            | "Homer's Paternity Coot"             | Mike B. Anderson                         | Joel H. Cohen                     | 8 januari 2006    | HABF03     |
| 367         | 11            | "We're on the Road to D'ohwhere"     | Nancy Kruse                              | Kevin Curran                      | 29 januari 2006   | HABF04     |
| 368         | 12            | "My Fair Laddy"                      | Bob Anderson                             | Michael Price                     | 26 februari 2006  | HABF05     |
| 369         | 13            | "The Seemingly Never-Ending Story"   | Raymond S. Persi                         | Ian Maxtone-Graham                | 12 mars 2006      | HABF06     |
| 370         | 14            | "Bart Has Two Mommies"               | Michael Marcantel                        | Dana Gould                        | 19 mars 2006      | HABF07     |
| 371         | 15            | "Homer Simpson, This Is Your Wife"   | Matthew Nastuk                           | Ricky Gervais                     | 26 mars 2006      | HABF08     |
| 372         | 16            | "Million Dollar Abie"                | Steven Dean Moore                        | Tim Long                          | 2 april 2006      | HABF09     |
| 373         | 17            | "Kiss Kiss, Bang Bangalore"          | Mark Kirkland                            | Dan Castellaneta & Deb Lacusta    | 9 april 2006      | HABF10     |
| 374         | 18            | "The Wettest Stories Ever Told"      | Mike B. Anderson                         | Jeff Westbrook                    | 23 april 2006     | HABF11     |
| 375         | 19            | "Girls Just Want to Have Sums"       | Nancy Kruse                              | Matt Selman                       | 30 april 2006     | HABF12     |
| 376         | 20            | "Regarding Margie"                   | Michael Polcino                          | Marc Wilmore                      | 7 maj 2006        | HABF13     |
| 377         | 21            | "The Monkey Suit"                    | Raymond S. Persi                         | J. Stewart Burns                  | 14 maj 2006       | HABF14     |
| 378         | 22            | "Marge and Homer Turn a Couple Play" | Bob Anderson                             | Joel H. Cohen                     | 21 maj 2006       | HABF16     |

### Säsong 18 (2006-2007)
| Nr i serien | Nr i säsongen | Titel                                            | Regissör                                                                                        | Författare                         | Sändningsdatum (USA) | Sändningsdatum (Sverige) | Produktkod |
| ----------- | ------------- | ------------------------------------------------ | ----------------------------------------------------------------------------------------------- | ---------------------------------- | -------------------- | ------------------------ | ---------- |
| 379         | 1             | "The Mook, the Chef, the Wife and Her Homer"     | Michael Marcantel                                                                               | Bill Odenkirk                      | 10 september 2006    | 29 oktober 2007          | HABF15     |
| 380         | 2             | "Jazzy and the Pussycats"                        | Steven Dean Moore                                                                               | Daniel Chun                        | 17 september 2006    | 29 oktober 2007          | HABF18     |
| 381         | 3             | "Please Homer, Don't Hammer 'Em"                 | Mike B. Anderson & Ralph Sosa                                                                   | Matt Warburton                     | 24 september 2006    | 30 oktober 2007          | HABF20     |
| 382         | 4             | "Treehouse of Horror XVII"                       | David "Tubatron" Silverman (David Silverman) & Malicious Matthew C. Faughnan (Matthew Faughnan) | Peter Gaffney                      | 5 november 2006      | 30 oktober 2007          | HABF17     |
| 383         | 5             | "G.I. (Annoyed Grunt)"                           | Michael Marcantel                                                                               | Bill Odenkirk                      | 12 november 2006     | 31 oktober 2007          | HABF21     |
| 384         | 6             | "Moe'N'a Lisa"                                   | Mark Kirkland                                                                                   | Matt Warburton                     | 19 november 2006     | 31 oktober 2007          | HABF19     |
| 385         | 7             | "Ice Cream of Margie (with the Light Blue Hair)" | Matthew Nastuk                                                                                  | Carolyn Omine                      | 26 november 2006     | 1 november 2007          | HABF22     |
| 386         | 8             | "The Haw-Hawed Couple"                           | Chris Clements                                                                                  | Matt Selman                        | 10 december 2006     | 1 november 2007          | JABF02     |
| 387         | 9             | "Kill Gil, Volumes I & II"                       | Bob Anderson                                                                                    | Jeff Westbrook                     | 17 december 2006     | 2 november 2007          | JABF01     |
| 388         | 10            | "The Wife Aquatic"                               | Lance Kramer                                                                                    | Kevin Curran                       | 7 januari 2007       | 2 november 2007          | JABF03     |
| 389         | 11            | "Revenge Is a Dish Best Served Three Times"      | Michael Polcino                                                                                 | Joel H. Cohen                      | 28 januari 2007      | 5 november 2007          | JABF05     |
| 390         | 12            | "Little Big Girl"                                | Raymond S. Persi                                                                                | Don Payne                          | 11 februari 2007     | 5 november 2007          | JABF04     |
| 391         | 13            | "Springfield Up"                                 | Chuck Sheetz                                                                                    | Matt Warburton                     | 18 februari 2007     | 6 november 2007          | JABF07     |
| 392         | 14            | "Yokel Chords"                                   | Susie Dietter                                                                                   | Michael Price                      | 4 mars 2007          | 7 november 2007          | JABF09     |
| 393         | 15            | "Rome-old and Juli-eh"                           | Nancy Kruse                                                                                     | Daniel Chun                        | 11 mars 2007         | 8 november 2007          | JABF08     |
| 394         | 16            | "Homerazzi"                                      | Matthew Nastuk                                                                                  | J. Stewart Burns                   | 25 mars 2007         | 8 november 2007          | JABF06     |
| 395         | 17            | "Marge Gamer"                                    | Bob Anderson                                                                                    | J. Stewart Burns                   | 22 april 2007        | 9 november 2007          | JABF10     |
| 396         | 18            | "The Boys of Bummer"                             | Rob Oliver                                                                                      | Michael Price                      | 29 april 2007        | 9 november 2007          | JABF11     |
| 397         | 19            | "Crook and Ladder"                               | Lance Kramer                                                                                    | Bill Odenkirk                      | 6 maj 2007           | 12 november 2007         | JABF13     |
| 398         | 20            | "Stop or My Dog Will Shoot"                      | Matthew Faughnan                                                                                | John Frink                         | 13 maj 2007          | 12 november 2007         | JABF12     |
| 399         | 21            | "24 Minutes"                                     | Raymond S. Persi                                                                                | Ian Maxtone-Graham & Billy Kimball | 20 maj 2007          | 13 november 2007         | JABF14     |
| 400         | 22            | "You Kent Always Say What You Want"              | Matthew Nastuk                                                                                  | Tim Long                           | 20 maj 2007          | 13 november 2007         | JABF15     |

### Säsong 19 (2007-2008)
| Nr i serien | Nr i säsongen | Titel                                         | Regissör                    | Författare                   | Sändningsdatum (USA) | Sändningsdatum (Sverige) | Produktkod |
| ----------- | ------------- | --------------------------------------------- | --------------------------- | ---------------------------- | -------------------- | ------------------------ | ---------- |
| 401         | 1             | "He Loves to Fly and He D'ohs"                | Mark Kirkland               | Joel H. Cohen                | 23 september 2007    | 3 mars 2008              | JABF20     |
| 402         | 2             | "Homer of Seville"                            | Michael Polcino             | Carolyn Omine                | 30 september 2007    | 3 mars 2008              | JABF18     |
| 403         | 3             | "Midnight Towboy"                             | Matthew Nastuk              | Stephanie Gillis             | 7 oktober 2007       | 4 mars 2008              | JABF21     |
| 404         | 4             | "I Don't Wanna Know Why the Caged Bird Sings" | Bob Anderson                | Dana Gould                   | 14 oktober 2007      | 5 mars 2008              | JABF19     |
| 405         | 5             | "Treehouse of Horror XVIII"                   | Chuck Sheetz                | Marc Wilmore                 | 4 november 2007      | 6 mars 2008              | JABF16     |
| 406         | 6             | "Little Orphan Millie"                        | Lance Kramer                | Mick Kelly                   | 11 november 2007     | 6 mars 2008              | JABF22     |
| 407         | 7             | "Husbands and Knives"                         | Nancy Kruse                 | Matt Selman                  | 18 november 2007     | 7 mars 2008              | JABF17     |
| 408         | 8             | "Funeral for a Fiend"                         | Rob Oliver                  | Michael Price                | 25 november 2007     | 7 mars 2008              | KABF01     |
| 409         | 9             | "Eternal Moonshine of the Simpson Mind"       | Chuck Sheetz                | J. Stewart Burns             | 16 december 2007     | 22 augusti 2008          | KABF02     |
| 410         | 10            | "E Pluribus Wiggum"                           | Michael Polcino             | Michael Price                | 6 januari 2008       | 29 augusti 2008          | KABF03     |
| 411         | 11            | "That 90's Show"                              | Mark Kirkland               | Matt Selman                  | 27 januari 2008      | 5 september 2008         | KABF04     |
| 412         | 12            | "Love, Springfieldian Style"                  | Raymond S. Persi            | Don Payne                    | 17 februari 2008     | 12 september 2008        | KABF05     |
| 413         | 13            | "The Debarted"                                | Matthew Nastuk              | Joel H. Cohen                | 2 mars 2008          | 17 september 2008        | KABF06     |
| 414         | 14            | "Dial 'N' for Nerder"                         | Bob Anderson                | Carolyn Omine William Wright | 9 mars 2008          | 18 september 2008        | KABF07     |
| 415         | 15            | "Smoke on the Daughter"                       | Lance Kramer                | Billy Kimball                | 30 mars 2008         | 19 september 2008        | KABF08     |
| 416         | 16            | "Papa Don't Leech"                            | Chris Clements              | Reid Harrison                | 13 april 2008        | 22 september 2008        | KABF09     |
| 417         | 17            | "Apocalypse Cow"                              | Nancy Kruse                 | Jeff Westbrook               | 27 april 2008        | 23 september 2008        | KABF10     |
| 418         | 18            | "Any Given Sundance"                          | Chuck Sheetz                | Daniel Chun                  | 4 maj 2008           | 24 september 2008        | KABF11     |
| 419         | 19            | "Mona Leaves-a"                               | Mike B. Anderson Ralph Sosa | Joel H. Cohen                | 11 maj 2008          | 25 september 2008        | KABF12     |
| 420         | 20            | "All About Lisa"                              | Steven Dean Moore           | John Frink                   | 18 maj 2008          | 26 september 2008        | KABF13     |

### Säsong 20 (2008-2009)
| Nr i serien | Nr i säsongen | Titel                                 | Regissör          | Författare                       | Sändningsdatum (USA)            | Sändningsdatum (Sverige) | Produktkod |
| ----------- | ------------- | ------------------------------------- | ----------------- | -------------------------------- | ------------------------------- | ------------------------ | ---------- |
| 421         | 1             | "Sex, Pies and Idiot Scrapes"         | Lance Kramer      | Kevin Curran                     | 28 september 2008               | 26 maj 2009              | KABF17     |
| 422         | 2             | "Lost Verizon"                        | Raymond S. Persi  | John Frink                       | 5 oktober 2008                  | 27 maj 2009              | KABF15     |
| 423         | 3             | "Double, Double, Boy in Trouble"      | Michael Polcino   | Bill Odenkirk                    | 19 oktober 2008                 | 28 maj 2009              | KABF14     |
| 424         | 4             | "Treehouse of Horror XIX"             | Bob Anderson      | Matt Warburton                   | 2 november 2008                 | 28 maj 2009              | KABF16     |
| 425         | 5             | "Dangerous Curves"                    | Matthew Faughnan  | Billy Kimball Ian Maxtone-Graham | 9 november 2008                 | 29 maj 2009              | KABF18     |
| 426         | 6             | "Homer and Lisa Exchange Cross Words" | Nancy Kruse       | Tim Long                         | 16 november 2008                | 29 maj 2009              | KABF19     |
| 427         | 7             | "Mypods and Boomsticks"               | Steven Dean Moore | Marc Wilmore                     | 30 november 2008                | 1 juni 2009              | KABF20     |
| 428         | 8             | "The Burns and the Bees"              | Mark Kirkland     | Stephanie Gillis                 | 7 december 2008                 | 1 juni 2009              | KABF21     |
| 429         | 9             | "Lisa the Drama Queen"                | Matthew Nastuk    | Brian Kelley                     | 25 januari 2009                 | 2 juni 2009              | KABF22     |
| 430         | 10            | "Take My Life, Please"                | Steven Dean Moore | Don Payne                        | 15 februari 2009                | 2 juni 2009              | LABF01     |
| 431         | 11            | "How the Test Was Won"                | Lance Kramer      | Michael Price                    | 1 mars 2009                     | 3 juni 2009              | LABF02     |
| 432         | 12            | "No Loan Again, Naturally"            | Mark Kirkland     | Jeff Westbrook                   | 8 mars 2009                     | 3 juni 2009              | LABF03     |
| 433         | 13            | "Gone Maggie Gone"                    | Chris Clements    | Billy Kimball Ian Maxtone-Graham | 15 mars 2009                    | 4 juni 2009              | LABF04     |
| 434         | 14            | "In the Name of the Grandfather"      | Ralph Sosa        | Matt Marshall                    | 22 mars 2009 17 mars 2009 (Sky) | 4 juni 2009              | LABF11     |
| 435         | 15            | "Wedding for Disaster"                | Chuck Sheetz      | Joel H. Cohen                    | 29 mars 2009                    | 5 juni 2009              | LABF05     |
| 436         | 16            | "Eeny Teeny Maya Moe"                 | Nancy Kruse       | John Frink                       | 5 juni 2009                     | 5 juni 2009              | LABF06     |
| 437         | 17            | "The Good, the Sad and the Drugly"    | Rob Oliver        | Marc Wilmore                     | 19 april 2009                   | 6 oktober 2009           | LABF07     |
| 438         | 18            | "Father Knows Worst"                  | Matthew Nastuk    | Rob LaZebnik                     | 26 april 2009                   | 13 oktober 2009          | LABF08     |
| 439         | 19            | "Waverly Hills 9-0-2-1-D'oh"          | Michael Polcino   | J. Stewart Burns                 | 3 maj 2009                      | 20 oktober 2009          | LABF10     |
| 440         | 20            | "Four Great Women and a Manicure"     | Raymond S. Persi  | Valentina L. Garza               | 10 maj 2009                     | 27 oktober 2009          | LABF09     |
| 441         | 21            | "Coming to Homerica"                  | Steven Dean Moore | Brendan Hay                      | 17 maj 2009                     | 11 juni 2009             | LABF12     |

### Säsong 21 (2009-2010)
| Nr i serien | Nr i säsongen | Titel                             | Regissör                                                                                  | Författare                           | Sändningsdatum (USA) | Sändningsdatum (Sverige) | Produktkod |
| ----------- | ------------- | --------------------------------- | ----------------------------------------------------------------------------------------- | ------------------------------------ | -------------------- | ------------------------ | ---------- |
| 442         | 1             | "Homer the Whopper"               | Lance Kramer                                                                              | Evan Goldberg & Seth Rogen           | 27 september 2009    | 2 mars 2010              | LABF13     |
| 443         | 2             | "Bart Gets a 'Z'"                 | Mark Kirkland                                                                             | Matt Selman                          | 4 oktober 2009       | 2 mars 2010              | LABF15     |
| 444         | 3             | "The Great Wife Hope"             | Matthew Faughnan                                                                          | Carolyn Omine                        | 11 oktober 2009      | 9 mars 2010              | LABF16     |
| 445         | 4             | "Treehouse of Horror XX"          | Manic Matthew Schofield (Matthew Schofield) & Mike Beheaded Anderson 2 (Mike B. Anderson) | Edward Danielchunhands (Daniel Chun) | 18 oktober 2009      | 16 mars 2010             | LABF14     |
| 446         | 5             | "The Devil Wears Nada"            | Nancy Kruse                                                                               | Tim Long                             | 15 november 2009     | 23 mars 2010             | LABF17     |
| 447         | 6             | "Pranks and Greens"               | Chuck Sheetz                                                                              | Jeff Westbrook                       | 22 november 2009     | 23 mars 2010             | LABF18     |
| 448         | 7             | "Rednecks and Broomsticks"        | Bob Anderson & Rob Oliver                                                                 | Kevin Curran                         | 29 november 2009     | 30 mars 2010             | LABF19     |
| 449         | 8             | "O Brother, Where Bart Thou?"     | Steven Dean Moore                                                                         | Matt Selman                          | 13 december 2009     | 6 april 2010             | MABF01     |
| 450         | 9             | "Thursdays with Abie"             | Michael Polcino                                                                           | Don Payne & Mitchell H. Glazer       | 3 januari 2010       | 13 april 2010            | MABF02     |
| 451         | 10            | "Once Upon a Time in Springfield" | Matthew Nastuk                                                                            | Stephanie Gillis                     | 10 januari 2010      | 13 april 2010            | LABF20     |
| 452         | 11            | "Million Dollar Maybe"            | Chris Clements                                                                            | Bill Odenkirk                        | 31 januari 2010      | 27 april 2010            | MABF03     |
| 453         | 12            | "Boy Meets Curl"                  | Chuck Sheetz                                                                              | Rob LaZebnik                         | 14 februari 2010     | 4 maj 2010               | MABF05     |
| 454         | 13            | "The Color Yellow"                | Raymond S. Persi                                                                          | Billy Kimball & Ian Maxtone-Graham   | 21 februari 2010     | 4 maj 2010               | MABF06     |
| 455         | 14            | "Postcards from the Wedge"        | Mark Kirkland                                                                             | Brian Kelley                         | 14 mars 2010         | 26 september 2010        | MABF04     |
| 456         | 15            | "Stealing First Base"             | Steven Dean Moore                                                                         | John Frink                           | 21 mars 2010         | 3 oktober 2010           | MABF07     |
| 457         | 16            | "The Greatest Story Ever D'ohed"  | Michael Polcino                                                                           | Kevin Curran                         | 28 mars 2010         | 10 oktober 2010          | MABF10     |
| 458         | 17            | "American History X-cellent"      | Bob Anderson                                                                              | Michael Price                        | 11 april 2010        | 17 oktober 2010          | MABF08     |
| 459         | 18            | "Chief of Hearts"                 | Chris Clements                                                                            | Carolyn Omine & William Wright       | 18 april 2010        | 24 oktober 2010          | MABF09     |
| 460         | 19            | "The Squirt and the Whale"        | Mark Kirkland                                                                             | Matt Warburton                       | 25 april 2010        | 26 oktober 2010          | MABF14     |
| 461         | 20            | "To Surveil With Love"            | Lance Kramer                                                                              | Michael Nobori                       | 2 maj 2010           | 2 november 2010          | MABF12     |
| 462         | 21            | "Moe Letter Blues"                | Matthew Nastuk                                                                            | Stephanie Gillis                     | 9 maj 2010           | 2 november 2010          | MABF13     |
| 463         | 22            | "The Bob Next Door"               | Nancy Kruse                                                                               | John Frink                           | 16 maj 2010          | 9 november 2010          | MABF11     |
| 464         | 23            | "Judge Me Tender"                 | Steven Dean Moore                                                                         | Allen Glazier & Dan Greaney          | 23 maj 2010          | 9 november 2010          | MABF15     |

### Säsong 22 (2010-2011)
| Nr       | Titel                                       | Regissör                                 | Författare                                         | Sändes på Fox     | Svensk tv-premiär | Produktkod |
| -------- | ------------------------------------------- | ---------------------------------------- | -------------------------------------------------- | ----------------- | ----------------- | ---------- |
| 465 - 1  | "Elementary School Musical"                 | Mark Kirkland                            | Tim Long                                           | 26 september 2010 | 1 mars 2011       | MABF21     |
| 466 - 2  | "Loan-a Lisa"                               | Matthew Faughnan                         | Valentina L. Garza                                 | 3 oktober 2010    | 8 mars 2011       | MABF17     |
| 467 - 3  | "MoneyBART"                                 | Nancy Kruse                              | Tim Long                                           | 10 oktober 2010   | 15 mars 2011      | MABF18     |
| 468 - 4  | "Treehouse of Horror XXI"                   | Sponge Bob Anderson Pants (Bob Anderson) | As Predicted, Joel Cohen Just Died (Joel H. Cohen) | 7 november 2010   | 22 mars 2011      | MABF16     |
| 469 - 5  | "Lisa Simpson, This Isn't Your Life"        | Matthew Nastuk                           | Joel H. Cohen                                      | 14 november 2010  | 29 mars 2011      | MABF20     |
| 470 - 6  | "The Fool Monty"                            | Steven Dean Moore                        | Michael Price                                      | 21 november 2010  | 5 april 2011      | NABF01     |
| 471 - 7  | "How Munched is that Birdie in the Window?" | Michael Polcino                          | Kevin Curran                                       | 28 november 2010  | 12 april 2011     | NABF02     |
| 472 - 8  | "The Fight Before Christmas"                | Bob Anderson & Matthew Schofield         | Dan Castellaneta & Deb Lacusta                     | 5 december 2010   | 19 april 2011     | MABF22     |
| 473 - 9  | "Donnie Fatso"                              | Ralph Sosa                               | Chris Cluess                                       | 12 december 2010  | 26 april 2011     | MABF19     |
| 474 - 10 | "Moms I’d Like To Forget"                   | Chris Clements                           | Brian Kelley                                       | 9 januari 2011    | 10 maj 2011       | NABF03     |
| 475 - 11 | "Flaming Moe"                               | Chuck Sheetz                             | Matt Selman                                        | 16 januari 2011   | 17 maj 2011       | NABF04     |
| 476 - 12 | "Homer the Father"                          | Mark Kirkland                            | Joel H. Cohen                                      | 23 januari 2011   | 24 maj 2011       | NABF05     |
| 477 - 13 | "The Blue and the Gray"                     | Bob Anderson                             | Rob LaZebnik                                       | 13 februari 2011  | 27 september 2011 | NABF06     |
| 478 - 14 | "Angry Dad: The Movie"                      | Matthew Nastuk                           | John Frink                                         | 20 februari 2011  | 4 oktober 2011    | NABF07     |
| 479 - 15 | "The Scorpion's Tale"                       | Matthew Schofield                        | Billy Kimball & Ian Maxtone-Graham                 | 6 mars 2011       | 11 oktober 2011   | NABF08     |
| 480 - 16 | "A Midsummer's Nice Dream"                  | Steven Dean Moore                        | Dan Castellaneta & Deb Lacusta                     | 13 mars 2011      | 18 oktober 2011   | NABF09     |
| 481 - 17 | "Love Is a Many Strangled Thing"            | Michael Polcino                          | Bill Odenkirk                                      | 27 mars 2011      | 25 oktober 2011   | NABF10     |
| 482 - 18 | "The Great Simpsina"                        | Chris Clements                           | Matt Warburton                                     | 10 april 2011     | 1 november 2011   | NABF11     |
| 483 - 19 | "The Real Housewives of Fat Tony"           | Lance Kramer                             | Dick Blasucci                                      | 1 maj 2011        | 8 november 2011   | NABF12     |
| 484 - 20 | "Homer Scissorhands"                        | Mark Kirkland                            | Peter Gaffney & Steve Viksten                      | 8 maj 2011        | 15 november 2011  | NABF13     |
| 485 - 21 | "500 Keys"                                  | Bob Anderson                             | John Frink                                         | 14 maj 2011       | 22 november 2011  | NABF14     |
| 486 - 22 | "The Ned-Liest Catch"                       | Chuck Sheetz                             | Jeff Westbrook                                     | 22 maj 2011       | 29 november 2011  | NABF15     |

### Säsong 23 (2011-2012)
| Nr       | Titel                                               | Regissör                                      | Författare                             | Sändes på Fox     | Svensk tv-premiär | Produktkod |
| -------- | --------------------------------------------------- | --------------------------------------------- | -------------------------------------- | ----------------- | ----------------- | ---------- |
| 487 - 1  | "The Falcon and the D'ohman"                        | Matthew Nastuk                                | Justin Hurwitz                         | 25 september 2011 | 28 februari 2012  | NABF16     |
| 488 - 2  | "Bart Stops to Smell the Roosevelts"                | Steven Dean Moore                             | Tim Long                               | 2 oktober 2011    | 6 mars 2012       | NABF17     |
| 489 - 3  | "Treehouse of Horror XXII"                          | Merciless Matthew Faughnan (Matthew Faughnan) | Carolyn? Oh. Mean, Eh? (Carolyn Omine) | 30 oktober 2011   | 13 mars 2012      | NABF19     |
| 490 - 4  | "Replaceable You"                                   | Mark Kirkland                                 | Stephanie Gillis                       | 6 november 2011   | 20 mars 2012      | NABF21     |
| 491 - 5  | "The Food Wife"                                     | Timothy Bailey                                | Matt Selman                            | 13 november 2011  | 27 mars 2012      | NABF20     |
| 492 - 6  | "The Book Job"                                      | Bob Anderson                                  | Dan Vebber                             | 20 november 2011  | 3 april 2012      | NABF22     |
| 493 - 7  | "The Man in the Blue Flannel Pants"                 | Steven Dean Moore                             | Jeff Westbrook                         | 27 november 2011  | 10 april 2012     | PABF01     |
| 494 - 8  | "The Ten-Per-Cent Solution"                         | Michael Polcino                               | Dan Castellaneta Deb Lacusta           | 4 december 2011   | 17 april 2012     | PABF02     |
| 495 - 9  | "Holidays of Future Passed"                         | Rob Oliver                                    | J. Stewart Burns                       | 11 december 2011  | 24 april 2012     | NABF18     |
| 496 - 10 | "Politically Inept, with Homer Simpson"             | Mark Kirkland                                 | John Frink                             | 8 januari 2012    | 1 maj 2012        | PABF03     |
| 497 - 11 | "The D'oh-cial Network"                             | Chris Clements                                | J. Stewart Burns                       | 12 januari 2012   | 8 maj 2012        | PABF04     |
| 498 - 12 | "Moe Goes From Rags To Riches"                      | Bob Andersson                                 | Tim Long                               | 29 januari 2012   | 15 maj 2012       | PABF05     |
| 499 - 13 | "The Daughter Also Rises"                           | Chuck Sheetz                                  | Rob LaZebnik                           | 12 februari 2012  | 26 september 2012 | PABF06     |
| 500 - 14 | "At Long Last Leave"                                | Matthew Nastuk                                | Michael Price                          | 19 februari 2012  | 3 oktober 2012    | PAB07      |
| 501 - 15 | "Exit Through the Kwik-E-Mart"                      | Steven Dean Moore                             | Marc Wilmore                           | 4 mars 2012       | 10 oktober 2012   | PABF09     |
| 502 - 16 | "How I Wet Your Mother"                             | Lance Kramer                                  | Billy Kimball Ian Maxtone-Graham       | 11 mars 2012      |                   | PABF08     |
| 503 - 17 | "Them, Robot"                                       | Michael Polcino                               | Michael Price                          | 18 mars 2012      |                   | PABF10     |
| 504 - 18 | "Beware My Cheating Bart"                           | Mark Kirkland                                 | Ben Joseph                             | 15 april 2012     |                   | PABF11     |
| 505 - 19 | "A Totally Fun Thing That Bart Will Never Do Again" | Chris Clements                                | Matt Warburton                         | 29 april 2012     |                   | PABF12     |
| 506 - 20 | "The Spy Who Learned Me"                            | Bob Anderson                                  | Marc Wilmore                           | 6 maj 2012        |                   | PABF13     |
| 507 - 21 | "Ned 'N Edna's Blend"                               | Chuck Sheetz                                  | Jeff Westbrook                         | 13 maj 2012       |                   | PABF15     |
| 508 - 22 | "Lisa Goes Gaga"                                    | Matthew Schofield                             | Tim Long                               | 20 maj 2012       |                   | PABF14     |

### Säsong 24 (2012-2013)
| Nr       | Titel                             | Regissör          | Författare                       | Sändes på Fox                              | Svensk tv-premiär | Produktkod |
| -------- | --------------------------------- | ----------------- | -------------------------------- | ------------------------------------------ | ----------------- | ---------- |
| 509 - 1  | "Moonshine River"                 | Bob Anderson      | Tim Long                         | 30 september 2012                          | 13 februari 2013  | PABF21     |
| 510 - 2  | "Treehouse of Horror XXIII"       | Steven Dean Moore | David Mandel Brian Kelley        | 7 oktober 2012                             | 20 februari 2013  | PABF17     |
| 511 - 3  | "Adventures in Baby-Getting"      | Rob Oliver        | Bill Odenkirk                    | 4 november 2012 (21 oktober 2012 i Kanada) | 27 februari 2013  | PABF18     |
| 512 - 4  | "Gone Abie Gone"                  | Matthew Nastuk    | Joel H. Cohen                    | 11 november 2012                           | 20 mars 2013      | PABF16     |
| 513 - 5  | "Penny-Wiseguys"                  | Mark Kirkland     | Michael Price                    | 18 november 2012                           | 27 mars 2013      | PABF19     |
| 514 - 6  | "A Tree Grows in Springfield"     | Timothy Bailey    | Stephanie Gillis                 | 25 november 2012                           | 17 april 2013     | PABF22     |
| 515 - 7  | "The Day the Earth Stood Cool"    | Matthew Faughnan  | Matt Selman                      | 9 december 2012                            | 24 april 2013     | PABF20     |
| 516 - 8  | "To Cur with Love"                | Steven Dean Moore | Carolyn Omine                    | 16 december 2012                           | 1 maj 2013        | RABF01     |
| 517 - 9  | "Homer Goes to Prep School"       | Mark Kirkland     | Brian Kelley                     | 6 januari 2013                             | 8 maj 2013        | RABF02     |
| 518 - 10 | "A Test Before Trying"            | Chris Clements    | Joel H. Cohen                    | 13 januari 2013                            | 15 maj 2013       | RABF03     |
| 519 - 11 | "The Changing of the Guardian"    | Bob Anderson      | Rob Lazebnik                     | 27 januari 2013                            | 22 maj 2013       | RABF04     |
| 520 - 12 | "Love is a Many-Splintered Thing" | Michael Polcino   | Tim Long                         | 10 februari 2013                           | 29 maj 2013       | RABF07     |
| 521 - 13 | "Hardly Kirk-ing"                 | Matthew Nastuk    | Tom Gammill Max Pross            | 17 februari 2013                           | 5 juni 2013       | RABF05     |
| 522 - 14 | "Gorgeous Grampa"                 | Chuck Sheetz      | Matt Selman                      | 3 mars 2013                                | 25 september 2013 | RABF06     |
| 523 - 15 | "Black Eyed, Please"              | Matthew Schofield | John Frink                       | 10 mars 2013                               | 2 oktober 2013    | RABF09     |
| 524 - 16 | "Dark Knight Court"               | Mark Kirkland     | Billy Kimball Ian Maxtone-Graham | 17 mars 2013                               | 9 oktober 2013    | RABF09     |
| 525 - 17 | "What Animated Women Want"        | Steven Dean Moore | J. Stewart Burns                 | 14 april 2013                              | 16 oktober 2013   | RABF08     |
| 526 - 18 | "Pulpit Friction"                 | Chris Clements    | Bill Odenkirk                    | 28 april 2013                              | 23 oktober 2013   | RABF11     |
| 527 - 19 | "Whiskey Business"                | Matthew Nastuk    | Valentina L. Garza               | 5 maj 2013                                 | 30 oktober 2013   | RABF12     |
| 528 - 20 | "The Fabulous Faker Boy"          | Bob Anderson      | Brian McConnachie                | 12 maj 2013                                | 6 november 2013   | RABF13     |
| 529 - 21 | "The Saga of Carl"                | Chuck Sheetz      | Eric Kaplan                      | 19 maj 2013                                | 13 november 2013  | RABF14     |
| 530 - 22 | "Dangers on a Train"              | Steven Dean Moore | Michael Price                    | 19 maj 2013                                | 13 november 2013  | RABF17     |

### Säsong 25 (2013-2014)
| Nr       | Titel                                   | Regissör          | Författare                       | Sändes på Fox     | Svensk tv-premiär | Produktkod |
| -------- | --------------------------------------- | ----------------- | -------------------------------- | ----------------- | ----------------- | ---------- |
| 531 - 1  | "Homerland"                             | Bob Anderson      | Stephanie Gillis                 | 29 september 2013 | 22 januari 2014   | RABF20     |
| 532 - 2  | "Treehouse of Horror XXIV"              | Rob Oliver        | Jeff Westbrook                   | 6 oktober 2013    | 29 januari 2014   | RABF16     |
| 533 - 3  | "Four Regrettings and a Funeral"        | Mark Kirkland     | Marc Wilmore                     | 3 november 2013   | 5 februari 2014   | RABF18     |
| 534 - 4  | "YOLO"                                  | Michael Polcino   | Michael Nobori                   | 10 november 2013  | 12 februari 2014  | RABF22     |
| 535 - 5  | "Labor Pains"                           | Matthew Faughnan  | Don Payne Mitchell H. Glazer     | 17 november 2013  | 19 februari 2014  | RABF19     |
| 536 - 6  | "The Kid Is All Right"                  | Mark Kirkland     | Tim Long                         | 24 november 2013  | 26 februari 2014  | SABF02     |
| 537 - 7  | "Yellow Subterfuge"                     | Bob Anderson      | Joel H. Cohen                    | 8 december 2013   | 5 mars 2014       | SABF04     |
| 538 - 8  | "White Christmas Blues"                 | Steven Dean Moore | Don Payne                        | 15 december 2013  | 12 mars 2014      | SABF01     |
| 539 - 9  | "Steal This Episode"                    | Matthew Nastuk    | J. Stewart Burns                 | 5 januari 2014    | 19 mars 2014      | SABF05     |
| 540 - 10 | "Married to the Blob"                   | Chris Clements    | Tim Long                         | 12 januari 2014   | 26 mars 2014      | SABF03     |
| 541 - 11 | "Specs and the City"                    | Lance Kramer      | Brian Kelley                     | 26 januari 2014   | 2 april 2014      | SABF06     |
| 542 - 12 | "Diggs"                                 | Michael Polcino   | Dan Greaney Allen Glazier        | 9 mars 2014       | 10 september 2014 | SABF08     |
| 543 - 13 | "The Man Who Grew Too Much"             | Matthew Schofield | Jeff Westbrook                   | 9 mars 2014       | 9 april 2014      | SABF07     |
| 544 - 14 | "The Winter of His Content"             | Chuck Sheetz      | Kevin Curran                     | 16 mars 2014      | 17 september 2014 | SABF09     |
| 545 - 15 | "The War of Art"                        | Steven Dean Moore | Rob LaZebnik                     | 23 mars 2014      | 24 september 2014 | SABF10     |
| 546 - 16 | "You Don't Have to Live Like a Referee" | Mark Kirkland     | Michael Price                    | 30 mars 2014      | 8 oktober 2014    | SABF11     |
| 547 - 17 | "Luca$"                                 | Chris Clements    | Carolyn Omine                    | 6 april 2014      | 15 oktober 2014   | SABF12     |
| 548 - 18 | "Days of Future Future"                 | Bob Anderson      | J. Stewart Burns                 | 13 april 2014     | 29 oktober 2014   | SABF13     |
| 549 - 19 | "What to Expect When Bart's Expecting"  | Matthew Nastuk    | John Frink                       | 27 april 2014     | 5 november 2014   | SABF14     |
| 550 - 20 | "Brick Like Me"                         | Matthew Nastuk    | Brian Kelley                     | 4 maj 2014        | 12 november 2014  | RABF21     |
| 551 - 21 | "Pay Pal"                               | Michael Polcino   | David H. Steinberg               | 11 maj 2014       | 19 november 2014  | SABF15     |
| 552 - 22 | "The Yellow Badge of Cowardge"          | Timothy Bailey    | Billy Kimball Ian Maxtone-Graham | 18 maj 2014       | 3 december 2014   | SABF18     |

### Säsong 26 (2014-2015)
| Nr       | Titel                           | Regissör          | Författare                     | Sändes på Fox     | Svensk tv-premiär | Produktkod |
| -------- | ------------------------------- | ----------------- | ------------------------------ | ----------------- | ----------------- | ---------- |
| 553 - 1  | "Clown in the Dumps"            | Steven Dean Moore | Joel H. Cohen                  | 28 september 2014 | 28 januari 2015   | SABF20     |
| 554 - 2  | "The Wreck of the Relationship" | Chuck Sheetz      | Jeff Westbrook                 | 5 oktober 2014    | 4 februari 2015   | SABF17     |
| 555 - 3  | "Super Franchise Me"            | Mark Kirkland     | Bill Odenkirk                  | 12 oktober 2014   | 11 februari 2015  | SABF19     |
| 556 - 4  | "Treehouse of Horror XXV"       | Matthew Faughnan  | Stephanie Gillis               | 19 oktober 2014   | 4 mars 2015       | SABF21     |
| 557 - 5  | "Opposites A-Frack"             | Matthew Nastuk    | Valentina L. Garza             | 2 november 2014   | 11 mars 2015      | SABF22     |
| 558 - 6  | "Simpsorama"                    | Bob Anderson      | J. Stewart Burns               | 9 november 2014   | 18 mars 2015      | SABF16     |
| 559 - 7  | "Blazed and Confused"           | Rob Oliver        | Carolyn Omine & William Wright | 16 november 2014  | 25 mars 2015      | TABF01     |
| 560 - 8  | "Covercraft"                    | Steven Dean Moore | Matt Selman                    | 23 november 2014  | 1 april 2015      | TABF02     |
| 561 - 9  | "I Won't Be Home for Christmas" | Mark Kirkland     | Al Jean                        | 7 december 2014   | 8 april 2015      | TABF03     |
| 562 - 10 | "The Man Who Came to Be Dinner" | David Silverman   | Al Jean & David Mirkin         | 7 januari 2015    | 15 april 2015     | RABF15     |
| 563 - 11 | "Bart's New Friend"             | Bob Anderson      | Judd Apatow                    | 11 januari 2015   | 29 april 2015     | TABF05     |
| 564 - 12 | "The Musk Who Fell to Earth"    | Matthew Nastuk    | Neil Campbell                  | 25 januari 2015   | 21 september 2015 | TABF04     |
| 565 - 13 | "Walking Big & Tall"            | Chris Clements    | Michael Price                  | 8 februari 2015   | 28 september 2015 | TABF06     |
| 566 - 14 | "My Fare Lady"                  | Michael Polcino   | Marc Wilmore                   | 15 februari 2015  | 5 oktober 2015    | TABF07     |
| 567 - 15 | "The Princess Guide"            | Timothy Bailey    | Brian Kelley                   | 1 mars 2015       | 12 oktober 2015   | TABF08     |
| 568 - 16 | "Sky Police"                    | Rob Oliver        | Matt Selman                    | 8 mars 2015       | 19 oktober 2015   | TABF09     |
| 569 - 17 | "Waiting for Duffman"           | Steven Dean Moore | John Frink                     | 15 mars 2015      | 26 oktober 2015   | TABF10     |
| 570 - 18 | "Peeping Mom"                   | Mark Kirkland     | John Frink                     | 19 april 2015     | 2 november 2015   | TABF11     |
| 571 - 19 | "The Kids Are All Fight"        | Bob Anderson      | Rob LaZebnik                   | 26 april 2015     | 9 november 2015   | TABF12     |
| 572 - 20 | "Let's Go Fly a Coot"           |                   | Jeff Westbrook                 | 3 maj 2015        | 16 november 2015  | TABF13     |
| 573 - 21 | "Bull-E"                        |                   | Tim Long                       | 10 maj 2015       | 23 november 2015  | TABF15     |
| 574 - 22 | "Mathlete's Feat"               |                   | Michael Price                  | 17 maj 2015       | 30 november 2015  | TABF16     |

### Säsong 27 (2015-2016)
| Nr       | Titel                                   | Regissör                                 | Författare                                            | Sändes på Fox     | Svensk tv-premiär | Produktkod |
| -------- | --------------------------------------- | ---------------------------------------- | ----------------------------------------------------- | ----------------- | ----------------- | ---------- |
| 575 - 1  | "Every Man's Dream"                     | Matthew Nastuk                           | J. Stewart Burns                                      | 27 september 2015 | 18 januari 2016   | TABF14     |
| 576 - 2  | "Cue Detective"                         | Timothy Bailey                           | Joel H. Cohen                                         | 4 oktober 2015    | 25 januari 2016   | TABF17     |
| 577 - 3  | "Puffless"                              | Rob Oliver                               | J. Stewart Burns                                      | 11 oktober 2015   | 1 februari 2016   | TABF19     |
| 578 - 4  | "Halloween of Horror"                   | Mike B. Anderson                         | Carolyn Omine                                         | 18 oktober 2015   | 8 februari 2016   | TABF22     |
| 579 - 5  | "Treehouse of Horror XXVI"              | Uneven Shteven Moore (Steven Dean Moore) | Joel Cohen's Credit 2: The Squeakquel (Joel H. Cohen) | 25 oktober 2015   | 15 februari 2016  | TABF18     |
| 580 - 6  | "Friend with Benefit"                   | Matthew Faughnan                         | Rob LaZebnik                                          | 8 november 2015   | 22 februari 2016  | TABF21     |
| 581 - 7  | "Lisa with an 'S'"                      | Bob Anderson                             | Stephanie Gillis                                      | 22 november 2015  | 29 februari 2016  | TABF20     |
| 582 - 8  | "Paths of Glory"                        | Steven Dean Moore                        | Michael Ferris                                        | 6 december 2015   | 7 mars 2016       | VABF01     |
| 583 - 9  | "Barthood"                              | Rob Oliver                               | Dan Greaney                                           | 13 december 2015  | 14 mars 2016      | VABF02     |
| 584 - 10 | "The Girl Code"                         | Chris Clements                           | Rob LaZebnik                                          | 3 januari 2016    | 21 mars 2016      | VABF03     |
| 585 - 11 | "Teenage Mutant Milk-Caused Hurdles"    | Timothy Bailey                           | Joel H. Cohen                                         | 10 januari 2016   | 28 mars 2016      | VABF04     |
| 586 - 12 | "Much Apu About Something"              | Bob Anderson                             | Michael Price                                         | 17 januari 2016   | 4 april 2016      | VABF05     |
| 587 - 13 | "Love Is in the N2-O2-Ar-CO2-Ne-He-CH4" | Mark Kirkland                            | John Frink                                            | 14 februari 2016  | 26 september 2016 | VABF07     |
| 588 - 14 | "Gal of Constant Sorrow"                | Matthew Nastuk                           | Carolyn Omine                                         | 21 februari 2016  | 3 oktober 2016    | VABF06     |
| 589 - 15 | "Lisa the Veterinarian"                 | Steven Dean Moore                        | Dan Vebber                                            | 6 mars 2016       | 10 oktober 2016   | VABF08     |
| 590 - 16 | "The Marge-ian Chronicles"              | Chris Clements                           | Brian Kelley                                          | 13 mars 2016      | 17 oktober 2016   | VABF09     |
| 591 - 17 | "The Burns Cage"                        | Rob Oliver                               | Rob LaZebnik                                          | 3 april 2016      | 24 oktober 2016   | VABF10     |
| 592 - 18 | "How Lisa Got Her Marge Back"           | Bob Anderson                             | Jeff Martin                                           | 10 april 2016     | 31 oktober 2016   | VABF11     |
| 593 - 19 | "Fland Canyon"                          | Michael Polcino                          | J. Stewart Burns                                      | 24 april 2016     | 7 november 2016   | VABF12     |
| 594 - 20 | "To Courier with Love"                  | Timothy Bailey                           | Bill Odenkirk                                         | 8 maj 2016        | 14 november 2016  | VABF14     |
| 595 - 21 | "Simprovised"                           | Matthew Nastuk                           | John Frink                                            | 15 maj 2016       | 21 november 2016  | VABF13     |
| 596 - 22 | "Orange Is the New Yellow"              | Matthew Faughnan                         | Eric Horsted                                          | 22 maj 2016       | 28 november 2016  | VABF15     |

### Säsong 28 (2016-2017)
| Nr       | Titel                          | Regissör                                 | Författare                                | Sändes i Fox      | Svensk TV-premiär | Produktkod |
| -------- | ------------------------------ | ---------------------------------------- | ----------------------------------------- | ----------------- | ----------------- | ---------- |
| 597 - 1  | "Monty Burns' Fleeing Circus"  | Matthew Nastuk                           | Tom Gammill Max Pross                     | 25 september 2016 | 5 december 2016   | VABF20     |
| 598 -2   | "Friends and Family"           | Lance Kramer                             | J. Stewart Burns                          | 12 oktober 2016   | 12 december 2016  | VABF18     |
| 599 -3   | "The Town"                     | Rob Oliver                               | Dave King                                 | 9 oktober 2016    | 19 december 2016  | VABF17     |
| 600 - 4  | "Treehouse of Horror XXVII"    | Steven Mean Mooredor (Steven Dean Moore) | Jowl H. Corpulent (Joel H. Cohen)         | 16 oktober 2016   | 9 januari 2017    | VABF16     |
| 601 - 5  | "Trust but Clarify"            | Michael Polcino                          | Harry Shearer                             | 23 oktober 2016   | 16 januari 2017   | VABF21     |
| 602 - 6  | "There Will Be Buds"           | Matthew Faughnan                         | Matt Selman                               | 6 november 2016   | 23 januari 2017   | VABF22     |
| 603 - 7  | "Havana Wild Weekend"          | Bob Anderson                             | Deb Lacusta Dan Castellaneta Peter Tilden | 13 november 2016  | 30 januari 2017   | VABF19     |
| 604 -8   | "Dad Behavior"                 | Steven Dean Moore                        | Ryan Koh                                  | 20 november 2016  | 6 februari 2017   | WABF01     |
| 605 -9   | "The Last Traction Hero"       | Bob Anderson                             | Bill Odenkirk                             | 4 december 2016   | 13 februari 2017  | WABF03     |
| 606 - 10 | "The Nightmare After Krustmas" | Rob Oliver                               | Jeff Westbrook                            | 11 december 2016  | 18 september 2017 | WABF0      |
| 607 - 11 | "Pork and Burns"               | Matthew Nastuk                           | Rob Lazebnik                              | 8 januari 2017    | 25 september 2017 | WABF06     |
| 608 - 12 | "The Great Phatsby: Part One"  | Chris Clements                           | Dan Greaney                               | 15 januari 2017   | 2 oktober 2017    | WABF04     |
| 609 - 13 | "The Great Phatsby: Part Two"  | Timothy Bailey                           | Dan Greaney Matt Selman                   | 15 januari 2017   | 9 oktober 2017    | WABF05     |
| 610 - 14 | "Fatzcarraldo"                 | Mark Kirkland                            | Michael Price                             | 12 februari 2017  | 16 oktober 2017   | WABF07     |
| 611 - 15 | "The Cad and the Hat"          | Steven Dean Moore                        | Ron Zimmerman                             | 19 februari 2017  | 23 oktober 2017   | WABF08     |
| 612 - 16 | "Kamp Krustier"                | Rob Oliver                               | David M. Stern                            | 5 mars 2017       | 30 oktober 2017   | WABF09     |
| 613 - 17 | "22 for 30"                    | Chris Clements                           | Joel H. Cohen                             | 12 mars 2017      | 6 november 2017   | WABF10     |
| 614 - 18 | "A Father's Watch"             | Bob Anderson                             | Simon Rich                                | 19 mars 2017      | 13 november 2017  | WABF11     |
| 615 - 19 | "Caper Chase"                  | Lance Kramer                             | Jeff Westbrook                            | 2 april 2017      | 20 november 2017  | WABF12     |
| 616 - 20 | "Looking for Mr. Goodbart"     | Michael Polcino                          | Carolyn Omine                             | 30 april 2017     |                   | WABF13     |
| 617 - 21 | "Moho House"                   | Matthew Nastuk                           | Jeff Martin                               | 7 maj 2017        |                   | WABF14     |
| 618 - 22 | "Dogtown"                      | Steven Dean Moore                        | J. Stewart Burns                          | 21 maj 2017       |                   | WABF15     |

### Säsong 29 (2017-2018)
Simpsons (säsong 29)

### Säsong 30 (2018-2019)
Simpsons (säsong 30)

### Säsong 31 (2019-2020)
Simpsons (säsong 31)

### Säsong 32 (2020-2021)
Simpsons (säsong 32)

### Säsong 33 (2021-2022)
Simpsons (säsong 33)